# El Poble Català

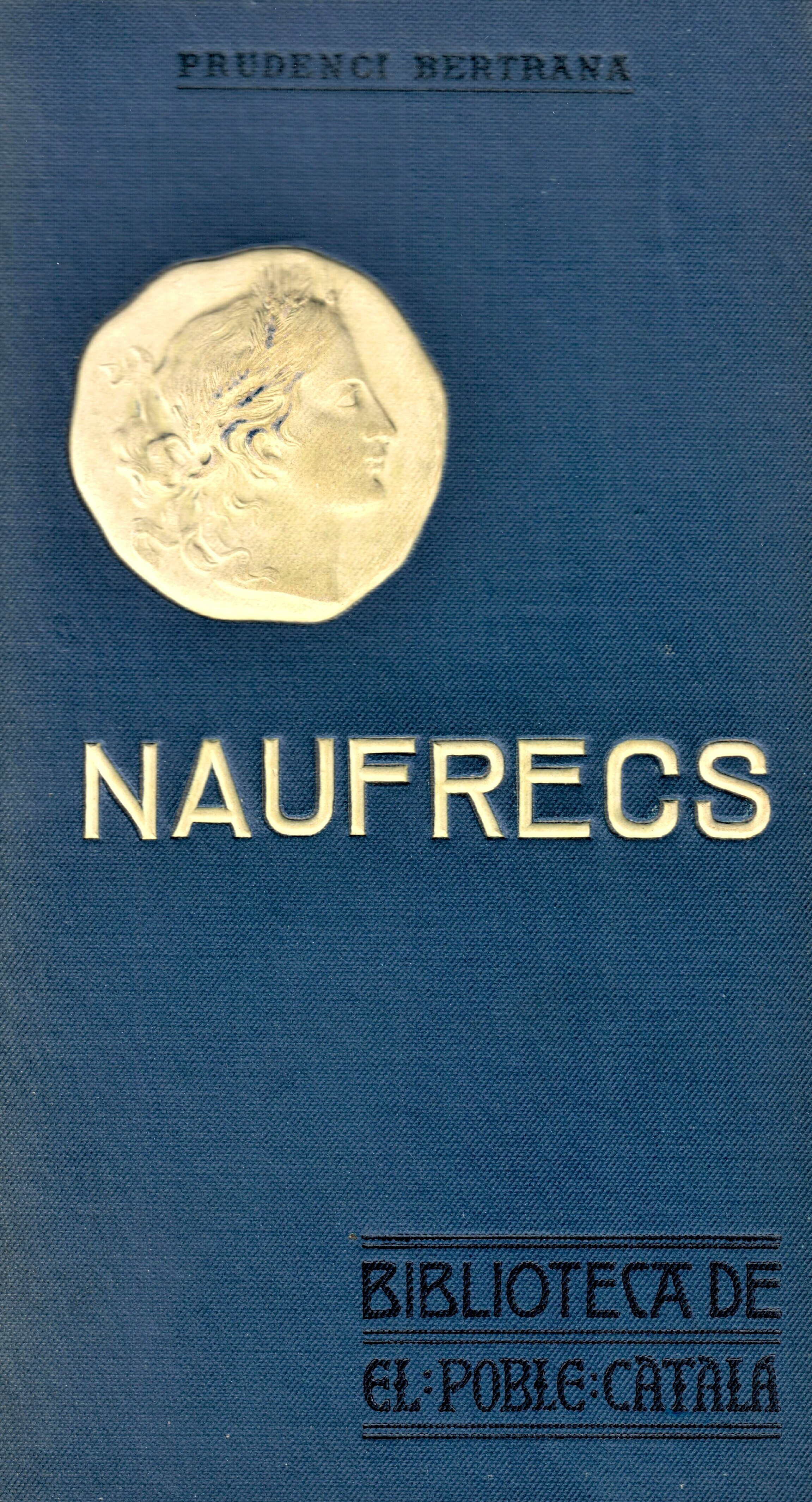
Un dels exemplars de la col·lecció de llibres que crearen: Biblioteca de El Poble Català. En aquest cas Nàufrags de Prudenci Bertrana de l'any 1907

El Poble Català (1904-1918) fou primer un setmanari i després un diari polític, òrgan del Centre Nacionalista Republicà, que va néixer a Barcelona, com a continuació del setmanari del mateix nom, dirigit per Joan Ventosa i Calvell. Aparegué com a alternativa a La Veu de Catalunya, presentant una tendència catalanista republicana de centre. Al cap d'un any el setmanari esdevingué diari, sota la direcció de Francesc Rodón. Des de l'11 de maig de 1906 al 14 d'abril de 1918 es publicaren 4.603 números, ocupant el segon lloc per durada dins la història de la premsa catalana.
La publicació va entrar en crisi quan es tancaren els pactes entre el catalanisme republicà i el radicalisme de Lerroux, de cara a les eleccions del 1914. Aquesta crisi es va allargar fins al 1918, moment en què va tancar.
De 1906 fins al 1910, El Poble Català destacà per la publicació d'una biblioteca literària homònima d'autors nacionals i estrangers amb 19 títols que va adquirir gran ressò. Eugeni d'Ors hi assajà el Glossari i el pseudònim Xènius, i hi col·laboraren, entre d'altres, Pompeu Fabra, Joan Maragall i Antoni Rovira i Virgili.
El Poble Català, era l'alternativa a La Veu de Catalunya, defensor del programa de la Lliga Regionalista, i d'altres diaris com El Progreso o La Protesta. Mentre fou setmanari hi col·laboraren alguns mestres de la lletres catalanes com l'esmentat Eugeni d’Ors, i altres com Pompeu Fabra, Gabriel Alomar, Joan Maragall, Josep Pous i Pagès i molts altres escriptors.
Els homes d'El Poble Català tindran en compte els seus precedents i es proclamaran més d'un cop hereus de L'Avenç (1881-1893).

## Naixement i evolució
El 12 de novembre de 1904 apareix el primer número d'El Poble Català, sota la direcció de Joan Ventosa i Calvell el qual fou el portaveu dels escindits de la Lliga Regionalista que condemnaren l'actitud submisa del partit davant la visita del rei a Barcelona, representaven, en definitiva, una opció diversa.
Durant el primer any és un setmanari literari i cultural on hi destaquen figures intel·lectuals que marquen la direcció del periòdic com Manuel de Montoliu, Gabriel Alomar i Eugeni Ors amb el seu pseudònim Xènius. Aquest últim al segon setmanari d’El Poble Català escriu un fragment que il·lustra a la perfecció el caràcter modernista de la revista i del grup que la inspira:
| « | Avança, avança, generació ardida dels joves, avança fins a destruir la Cartago estèril de les romàntiques enyorances! Desvetlla la terra nostra de l'encantament per lo Passat, per a sumar-la a la universal harmonia dels temps Presents, per a ubriagar-la força amb la visió magnífica de sos destins a l’Avenir!… Bàrbara, implacable, alegrement, arrenqueu, oh mos germans de pàtria, les últimes arrels de la devoció a lo feble, a lo típic, a lo pintoresc, a lo tradicional, a lo moribund, a la vida casalona, teixida de records i de buit i d’egoisme… Burleu-vos amb cascates de riure sonor de les rondalles que emporuguiren els vostres infantívols somnis; enruneu les velles cases pairals on vigilen els Penates dels morts per a bastir temples opulentíssims als novells ídols; llenceu a la purificació del foc de Sant Joan els reliquiaris; porteu, de les sobiranes estrangeres viles, vents de revoltes, d'ideals i de vicis; oblideu les formes dialectals del parlar vostre, per a plasmar-lo en imperial i definitiva llengua; violeu el misteri de les muntanyes i dels boscos, amb tots els insults fecundíssims del progrés, amb les locomotores, amb els tramvies, amb els pals del telègraf, amb la insolenta elevació de les xemeneies de les fàbriques. | » |

Un parell de mesos més tard va aparèixer El Poble Català. Al principi es tractava era un setmanari i la capçalera fou dibuixada per Lluís Domènech i Montaner, el mateix que havia dibuixat la de La Veu de Catalunya i la de La Renaixensa. Domènech era un dels que s'havia separat de la Lliga Regionalista i li donava suport Joan Ventosa i Calvell, el qual fou el primer director del setmanari, entre altres personalitats.
Ja el 1905, neix definitivament El Poble Català, dirigit per Francesc Rodon, i hi destaca el gran periodista Antoni Rovira i Virgili. Tenia quatre pàgines (518x404 mm) amb bon paper satinat i s'imprimia a la casa Tobella i Costa del carrer del Comte de l'Assalt, 45. La redacció s'instal·là a la Plaça de Santa Anna, núm. 17, pral. Des de l'onze d'abril de 1908 a la Rambla de les Flors, núm. 14, pral. De l'1 d'octubre de 1912 a Sant Pau, núm. 6. Del 3 de maig de 1914 al carrer Pelai, núm. 42, pral. El novembre de 1916 passà a Santa Anna, núm.10, pral. I, finalment, el 30 d'abril de 1917 fins que es va acabar va estar al carrer Duc de la Victòria, núm.10, pral.
Fou a les pàgines del setmanari El Poble Català que va començar a parèixer El Reportatge de Xènius, una secció redactada per Eugeni Ors. A més, a l'article de «Presentació» del setmanari hi deia:
| « | Nacionalistes de Catalunya, venim a combatre lleialment per l'Autonomia de nostres poble amb tota l'amplitud que li faci possible i útil, els temps Presents i les circumstàncies a venir ... Els nostres Ideals ens posen enfront del poder públic de l'Estat Espanyol. La prèvia i fonamental condició d'harmonia, entre nosaltres i les Institucions i els Governs de l'Estat ha d'ésser el reconeixement i la lliure acció de la personalitat de Catalunya amb els medis reconeixement i la lliure acció de la personalitat de Catalunya amb els medis segurs i recursos propis i necessaris per al seu progrés i engrandiment. | » |

Es creà un concurs amb un premi de 40 pessetes i l'objectiu era trobar les millors notes periodístiques. Aquest concurs tenia com a fi la de trobar possibles redactor, ja que se sabia que aquest setmanari aviat seria un diari. Aquest fet portar l'entrada a la redacció del periodista Antoni Rovira i Virgili. Finalment, El Poble Català es convertia en diari a partir de l'1 de maig de 1905 i tingué com a director Francesc Rodon. Va ser elegit però el seu oponent fou Eugeni Ors, el qual va fer certes maniobres per aconseguir estar a la direcció del diari. Francesc Rodon no li perdonà i va reduir la intervenció d'Eugeni Ors al nou diari, i l'extensió de la seva secció(la qual portava una capçalera dibuixada pel mateix Ors).
Tant El Poble Català com anteriorment La Veu de Catalunya van començar a ampliar les possibilitats d'un periodisme català i, així, van anar sorgint alguns periodistes autònoms i implicats en la seva activitat literària.
Durant els dotze anys de duració va ser un diari accionista i impulsor del projecte, el qual convertiria el mitjà en una via d'expressió del catalanisme d'esquerres moderat. Ara bé, aquest diari estas clarament marcat per tres etapes.

### Primera etapa (1904-1905)

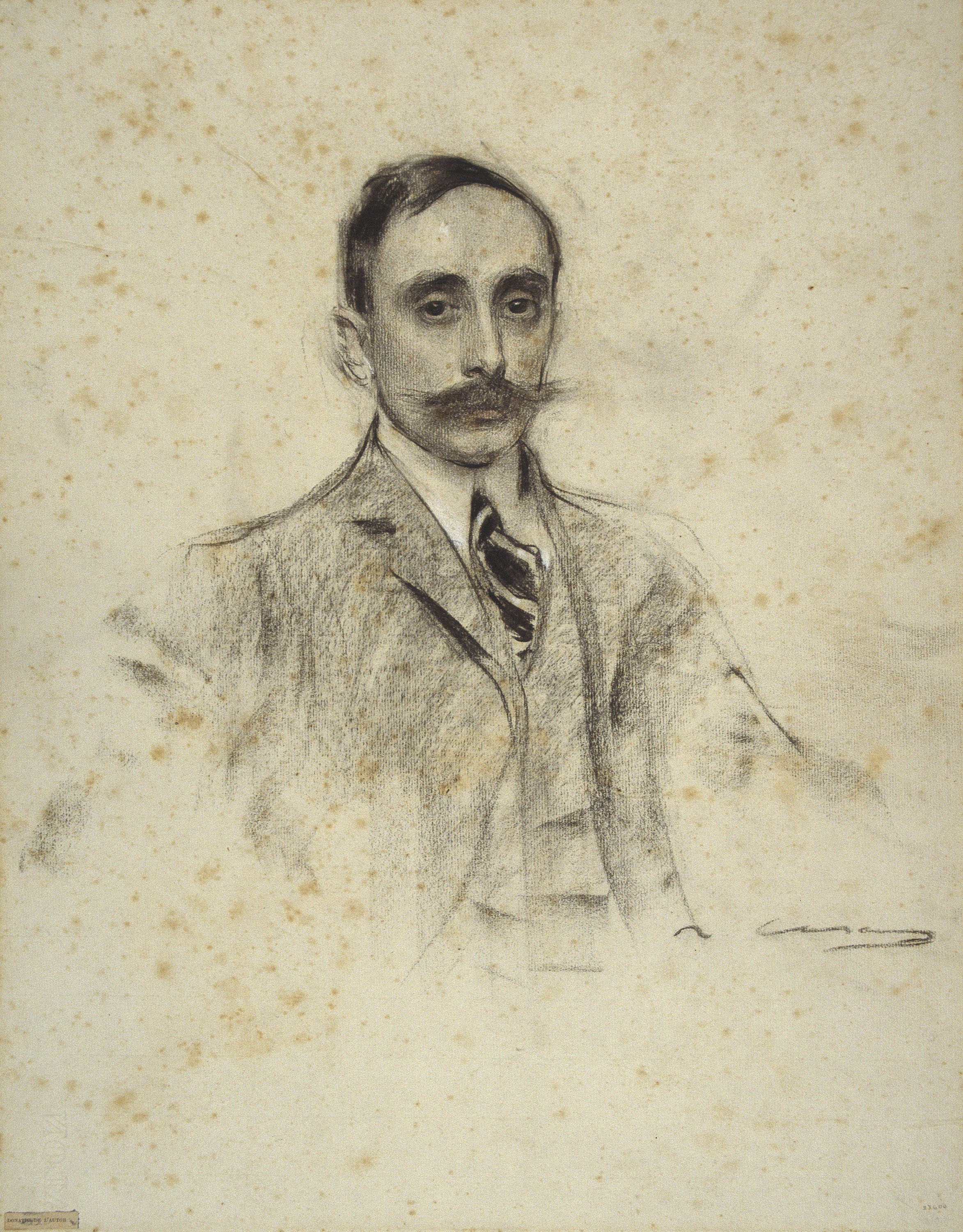
Joan Ventosa i Calvell vist per Ramon Casas

#### El Poblesota la direcció de Joan Ventosa i Calvell
La primera etapa va durar des de 1904 fins a l'any 1906. El dia 12 de novembre de l'any 1904 sortia al carrer el primer número del periòdic catalanista, fundat per l'arquitecte i periodista Lluís Domènech i Montaner i dirigit per Joan Ventosa i Calvell, era encara un setmanari, igual com havien començat sent- ho La Veu de Catalunya i La Renaixença.
El Poble Català era un periòdic, escrit eminentment en català, que costava llavors deu cèntims, i una pesseta la subscripció trimestral. El seu àmbit de difusió era sobretot Barcelona, però també la resta de Catalunya i les Nacions Ibèriques.
La redacció i l'administració, en aquesta primera etapa, estaven situades al Carrer d'Escudellers, número 33, a Barcelona. I s'imprimia, a la Casa Tobella i Costa, al Carrer del Comte de l'Assalt, número 45, també a Barcelona. El setmanari es feia amb paper bo setinat i tenia un format de 518x404 mm. Al logotip l'havia dibuixat el seu fundador. Lluís Domènech i Montaner era un dels periodistes que s'havien separat de la Lliga i que censurava l ´actuació i les orientacions de Cambó. Li feien costat Calvell i Jaume Carner, entre d'altres. Era un logotip de grans dimensions, com la resta de la tipografia del setmanari, amb una lletra de la família de les Romanes.
Les planes de l'interior del periòdic tenien, al capdamunt, una capçalera discreta, on hi constava el número de la pàgina el nom del setmanari i el número d'exemplar. Sota aquesta capçalera hi figurava la data, el preu amb subscripció o sense, la direcció de la redacció i l'administració i a més la frase "Publica un número cada semana".
El Poble català no estava estructurat en seccions. Es tractava de quatre pàgines, en les quals el tema predominant era la política. En una mateixa pàgina, s'hi trobaven barrejats temes diversos i diferents com la política, la literatura o l'economia. La quarta i darrera pàgina era sempre dedicada a la publicitat. El setmanari no contenia seccions separades per pàgines diferents, sí que hi havia alguns temes fixos, que es podrien considerar seccions. Com a secció fixa en tots els números, hi havia per exemple Administració al públic.
En l'àmbit de la política, hi havia «Moviment autonomista», una secció que contenia una sèrie de breus comentaris sobre esdeveniments polítics, conferències, etc. De Catalunya en general. El liberalisme català era l'article que cada dia redactava Gabriel Alomar. En canvi Alfons Maseras i Ángel Gavinet s'encarregaven de Notes Polítiques i J. Lluhí i Rissech de Problema clar. A més, també hi havia Cròniques del Roselló, escrit per J. Mª Folch i Torres, Cròniques insubstancials, per "Ladovicus", i Noves i Ecos, una altra secció de breus, sense firma. L'opinió política anava a càrrec de "Menut" i l'article es titulava sempre Menudell.
El setmanari va néixer en els temps de la Solidaritat Catalana demanant la derogació de la llei de Jurisdiccions i l'autonomia, per bé que dintre d'un federalisme espanyol.
A part, El Poble Catalá també tractava altres temes, fora del camp polític. Hi havia, per exemple, Literatura, una columna que canviava de título, depenent de láutor. Retrat, on Xenius descrivia diàriament un personatge de la vida cultural. Aquesta secció, es complementava amb una il·lustració. Així mateix. Hi havia Teatre, un espai on Pous i Pagés feia crítica teatral; Gazeta d'art, d'Octavi Romeu, Acció social, de Cebrià Montoliu; Música, de Francisco Alió; Llibres, amb diferents firmes segons el dia i Catalanófils, que també incorporava un retrat entre d'altres.
D'economia es trobaven també diferents seccions o articles fixos. Algunas d'aquests eren L'esclavitud económica, de la qual Idelfons Suñol era encarregat; Notes econòmiques, sense firma; o Borsa de Barcelona, un quadre informatiu sobre l'evolució de la peseta al llarg de la semana, que incloïa un breu comentari al respecte.

### Segona etapa (1906 - 1918)

#### El Poblesota la direcció de Francesc Rodon

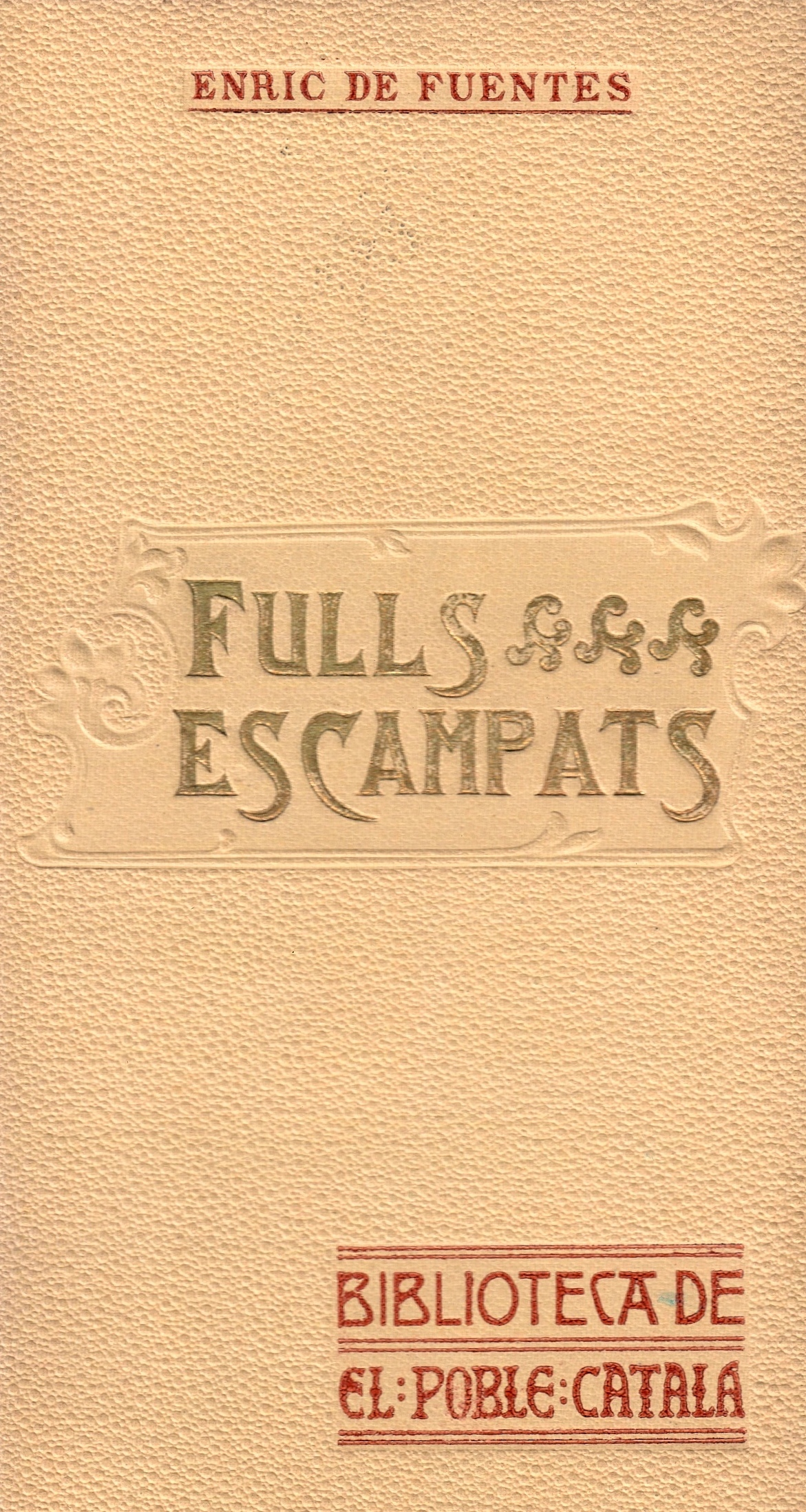
De 1906 a 1910 van publicar la col·lecció de llibres Biblioteca de El Poble Català, amb unes edicions molt estètiques i acurades. A la foto, Fulls Escampats d'Enric de Fuentes de l'any 1908

A partir del dimarts 1 de maig de 1906 i amb el número 7 – conservant l'enumeració del setmanari -, El Poble Català es va convertir en diari. Ara passava a estar sota la direcció de Francesc Rodon – provinent de La Veu -, malgrat els intents fallits d'Eugeni d’Ors per a ser anomenat al càrrec. Rodon va reduir la intervenció de Xènius al nou diari, destintant menys pàgines a la seva secció. Com a conseqüència, Xènius va marxar del periòdic i va passar-se a La Veu de Catalunya, on va inaugurar la secció Glossari. El nou diari va mantenir el format, però aquest no va ser sempre el mateix, ja que en arribar al número 177 – el dia 10 de juny de 1906 – va passar a ser de 440x660 mm, i encara va tornar a variar les mides en els tres darrers números, que feien 260x390 mm. i estaven impresos en un paper molt dolent.		
El nombre de pàgines va continuar sent de quatre o sis, segons l’ocasió, i sempre a sis columnes. El que sí que va modificar va ser el preu. Aquest es va abaixar a 5 cèntims. Les subscripcions, en canvi, es van encarir. A Barcelona ara costava 1,50 pessetes al mes, preu que donava dret a poder consultar un volum de la biblioteca del diari, cada trimestre. Ara bé, si el subscriptor era de la resta de Catalunya o pertanyia a les Nacions Ibèriques, havia de pagar 5 pessetes trimestrals. I els països de la Unió Postal, 8 pessetes. Les impremtes van estar ubicades, gairebé durant tota la segona etapa, al Carrer Fortuny número 2, excepte en els darrers anys, que van passar al Carrer de les Tàpies número 8, on restarien definitivament fins a la desaparició del diari. Pel que fa a la capçalera, aquesta seguia sent la mateixa, dibuixada al Carrer Consell de Cent, 3r-1a.
En aquesta segona etapa van entrar al diari bastants periodistes nous, com Carles Soldevila, Alfons Maseras, “Nemo”, Eugeni Campany, J. Dels D., Santiago Rusinyol, D. Roig i Prunal, Ignasi Bo i Singla, Rafael Campalans, Lluís Almerich, Xavier Gambús, Rovira i Virgili, i Manuel Reventós, entre d'altres. I cap al 1908 es va incorporar Màrius Aguilar, provinent de El Radical, de València. A part d’aquests, però, hi continuaven Claudi Ametlla, i altes dels que havien estat treballant en el setmanari.
El Poble Català continuava tenint quatre pàgines a sis columnes, separades per «corondels». Rodon però va introduir una novetat en els filets que diferenciaven els diversos temes o articles periodístics. Ara els filets eres més estilitzats, de manera que la pàgaina es feia més agradable a la vista. Una altra novetat d’aquesta etapa va ser que la publicitat ja no era destinada exclusivament a la darrera pàgina del diari, sinó que els anuncis s'anaven encabint entremig dels articles, i fins i tot, n’hi havia a sota del logotip. A més, el nombre d’anunciants augmentava cada vegada més.							 	 
Algunes de les seccions seguien sent les mateixes que en l'etapa anterior, tot i que van sortir de noves. Els temes continuaven estant barrejats en una mateixa pàgina, i ara no hi havia gairebé cap dibuix o il·lustració. Entre les seccions que es mantenien hi havia Ecos, Libres Nous, Solidaritat catalana, L’Administració al públic, etc.					 
D’altra banda, entre les seccions noves apareixia una sota l'epígraf Veus del von sentit. Es tractava d’una secció que s'omplenava, gairebé sempre, amb articles que Màrius escrivia a El Radical. Un bon dia el senyor Rodon va enviar a Rovira i Virgili a València a cobrir una informació i, amb l'excusa, li va encarregar la missió d'invitar Aguilar a venir a Barcelona per instal·lar-s'hi. Així a ser com el redactor de El Radical de Valènci, va esdevenir redactor de El Poble Català.
Hi havia també Informació de Barcelona, Informacions telefòniques i telegràfiques d'El Poble Català, Butlletí bursàtil, Tribunals i Jutjats, Secció religiosa, La temperatura, Espectacles, etc.
A mitjans d’aquesta etapa, els articles van començar a aparèixer sense firma.			
Josep Pous i Pagès, que exercia les funcions de redactor en cap, s'ocupava de la secció Tot passant, comentari de l'actualitat, sovint amb una fina divagació literària. A més, també escrivia la crítica teatral i un article per setmana.						 A part d’aquests periodistes, n'hi havia d'altres que no eren tan fixos i que de tant en tant apareixien pel diari. Un d’ells era Feliu Elias, més conegut per “Apa”, el seu pseudònim com a dibuixant. Elias publicava a El Poble Català un munt de caricatures, que anaven sempre amb segones intencions. Algunes de les caricatures el van portar a ser denunciat i perseguit per la justícia. Fins i tot, alguna vegada va haver d’expatriar-se.		
Els dilluns, Manuel de Montoliu dirigia la plana literària i l'encapçalava amb un editorial. A més, Gabriel Alomar s'encarregava de la secció Sportula, feta a base de petites notes, Ramon Noguer i Comet, Ramón Reventós, Eugeni Xammar – crític musical -, Dídac Ruix, Ricard Cabot – en la secció d’esports -, el poeta Joan Oliva i Bridgmann, Josep Ferran i Mayoral, Faustí Ballvé, Andreu Nin, Alexandre Plana, Pere Casals, Antoni López Llausàs, Vicenç Bernades, Prudenci Bertrana, n’eren d'altres.
El Poble Català, diari polític d’esquerres, va esdevenir, amb la creació, a final de 1906, del Centre Nacionalista Republicà, presidit per Jaume Carner, l’òrgan d’aquesta nova formació, que aviat seria coneguda com a Esquerra Catalana.
Al número 448 del 9 de maig de 1907 es va esdevenir un fet ben curiós. El Poble Català va reproduir sota el títol Complot contra Catalunya un article, que el setmanari La Tralla havia publicat mesos abans, titulat Era castellana. L’article del setmanari – que explicava la història d’un matrimoni problemàtic a causa que el protagonista es casava, contra el parer de la família, amb una noia castellana – va aixecar polèmica a Madrid i es fa desfermar una campanya anticatalana.
D'acord amb els fets, Complot contra Catalunya va afegir els comentaris del cas i, com a conseqüència, el diari va rebre una denúncia per atacs a Catalunya. un cop celebrat el judici, el director del diari va ser comndenat a pena de presó i una multa. S'esdevé, però, que la pena no la va complir Francesc Rodon, sinó Secundí Puig de Franch, el director legal.

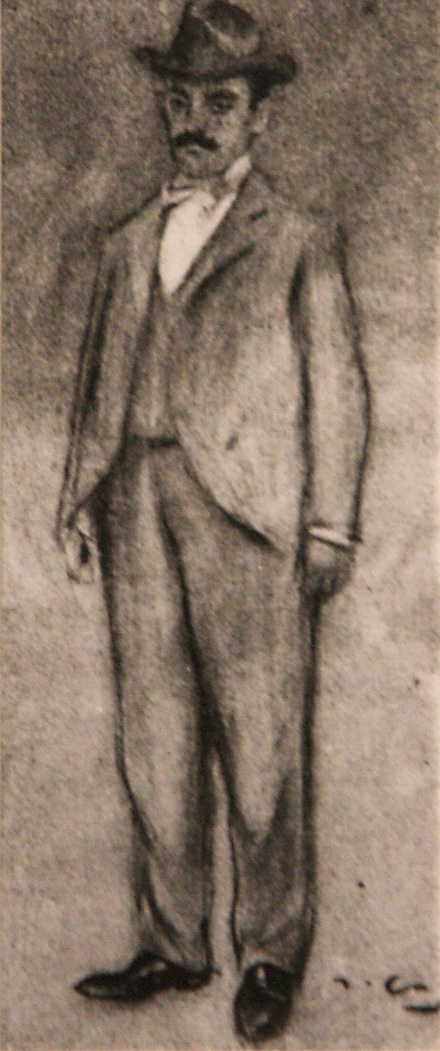
Pere Coromines

#### El Poblesota la direcció de Pere Coromines
El dissabte, 1 de gener de 1910 el diari va traslladar la redacció i l'administració a la Rambla de les Flors, núm.14, principal.
En fer-se càrrec de la direcció del periòdic, Coromines aportà un munt de projectes de reforma: volia que El Poble Català conservés el caràcter de diari de partit, però que a més passés a ser un diari d'informació.
Amb el triomf electoral, semblava que El Poble Català passava per una bona època de publicació, però pel que sembla el seu tiratge era d'uns 8000 o 10000 exemplars, nombre que en aquells moments, s'igualava al de La Veu de Catalunya, la qual cosa no arribava a donar beneficis sinó més aviat dèficits. Això era molt habitual en els diaris de partit, que eren fundats per servir a una política.
Amb el temps, la direcció de Coromines va portar el partit i el diari a una crisi seriosa, tant que l'any 1913 tots dos estaven en una situació molt precària.
Tot i l'intent d'arribar a una sèrie de pactes, la gran majoria el van repulsar, i es diu que de fet el diari va morir aquell dia.
El 15 d'abril de 1914, el diari va sortir al carrer amb un sol full. Aquest contenia un article titulat La Bandera i, com deia el subtítol, era una fulla escrita pels ex-redactors de El Poble Català.

#### El Poblesota la direcció d'Ignasi de L. Rivera i Rovira
A partir del 1916, el diari va passar a mans d'Ignasi de L.Rivera i Rovira, el qual mantingué el diari fins a la seva fi. El Poble Català, pobre de presentació i de contingut, defensor a ultrança de la col·laboració electoral del catalanisme republicà amb els radicals, no va tenir cap èxit.
Al gener, les instal·lacions de la redacció i l'administració havien tornat a canviar de lloc i ara tornaven a estar al carrer de Santa Agna, però el número 19, principal. La imprenta, d'altra banda, la tenia al carrer de l'Est núm.16. I en arribar al juliol, la redacció va passar al carrer del Duc de la Victòria, núm.10, principal.
El nombre de pàgines continuaven sense modifircar-se. Tanmateix, hi havia algun exemplar que, com sempre, variava l'extensió. Era el cas, per exemple, del número 4276, amb vuit pàgines.
Quant a la publicitat, cada vegada hi havia més pàgines dedicades només als anunciants. Els articles apareixien ja tots sense firma, segurament perquè els autors no volien comprometre's amb la situació política. I les eleccions eren, cada vegada més, dedicades a temes d'informació general, cultural i social, i ja no tant sobre política del moment. Algunes de les seccions o temes de caràcter més fix eren Ecos- cultura i espectacles, i alguna cosa de política-, Informació de Catalunya, etc.,

### Tercera etapa (1919)
La tercera etapa començà el 26 de maig de 1919, moment en què tornà a sortir el diari i té com a director Francesc Rodon. Ara bé, ja no sortia com una publicació diària sinó amb motiu d'unes eleccions que se celebraven aquell mateix any. És per això que a la capçalera de la portada del periòdic s'indicava que aquell es tractava del número 1. Aquestes eleccions eren una coalició de restes de l'esquerra i de lerrouxistes, a l'estil de l'antic Pacte de Sant Gervasi. S'anomenen Coalició d'Esquerres.
El diari mantenia els seus preus de cin cèntims a Barcelona i 10 a l'estranger. Per als subscriptors constava 1,50 pessetes al mes, amb dret a volum de la Biblioteca d'El Poble Català. A més, també tenia quatre pàgines però a cinc columnes en lloc de sis. I la mida havia tornat a augmentar amb unes dimensions de 407x295 mm. L'administració i la redacció havien tornat a canviar de carrer, traslladant-se a la Rambla de les Flors, número 16, principal. Sempre a Barcelona. I la impremta la tenia al carrer del Tigre, núm.12.
Al primer número d'aquesta tercera etapa hi figurava una llista dels candidats de la Coalició d'esquerra a la portada. No hi havia cap secció, però els títols que es podien llegir en la portada eren aquests: Volem la llibertat de Catalunya, El cap vespre de França, Demà: la nova esquerra, Nota política. En la pàgina dos: Els deports, La pròxima inauguració de l'exposició d'arts, La protecció a la infància, Noticiari polític, Proclamació de candidats a Barcelona, Ministre Barcelona i Anunci oficial. A la tercera plana: La campanya electoral de coalició d'esquerra i publicitat. Finalment, a la quarta i última pàgina era usada per a publicitat i la informació de tipus general era molt escassa.
Els únics redactos que signaven els articles eren Àngelus, Ferran Puig i Guillem Virgili. La resta de notícies no tenien firmes, tot i que els periodistes que escrivien en aquesta etapa eren gairebé tots els mateixos que havien estat en el segon període, i que ara continuaven. No tenia cap índex ni sumari.
Aquesta tercera i última etapa del diari va ser molt curt, ja que no es va arribar a editar ni una quinzena de números. La raó fou perquè solament havia sortit amb l'objectiu de donar suport polític durant les eleccions. Es deixà de publicar el 4 de juny del 1919.

## Directors i col·laboradors

### Directors
- Joan Ventosa i Calvell (Barcelona 1879 - Lausana 1959) fundador i secretari de la Lliga Regionalista, fou el primer director del diari El Poble Català.[7]
- Francesc Rodon (antic redactor de La Veu de Catalunya)
- Pere Coromines (Barcelona, 1870- Buenos Aires, 1 de desembre 1939) rebé la influència dels corrents anarquitzants i redemptoristes del modernisme. Abans d'ocupar-se de la direcció del Poble Català, fou redactor de La República l'any 1895.[8]
- Ignasi Ribera i Rovira (Castellbell i el Vilar, Bages, 1880 - Barcelona 1942) residí durant un temps a Portugal amb la que sempre s'hi mantingué relacionat. Hi donà a conèixer aspectes de la cultura i de la política catalanes i divulgà a Catalunya la cultura portuguesa. Va dirigir El Poble Català i fou redactor de La Veu de Catalunya.[9]

### Col·laboradors
Els col·laboradors que van intervenir en les diverses publicacions de El Poble Català van ser:
- Gabriel Alomar. Paper important com a ideòleg, articulista de fonts i referen inexcusable del programa. Gran esforç per la renovació teòrica del catalanisme cultural. Va escriure les Sportula amb el pseudònim de Fòsfor a partir de l'1 de novembre de 1907 fins al 26 de novembre de 1909. Era un conjunt d'articles periodístic on tractava temes d'actualitat política i social, reflexions i impressions ocasionals de la vida, la literatura i les costums.[10]
- Jaume Brossa i Roger (1869-1919). Assagista, crític i dramaturg. Va començar a L'Avenç, revista de la qual fou un del principals animadors de la revista. També va col·laborar a Catalonia, Revista Blanca, El Diluvio(el qual codirigí), Iberia, La Publicitat i El Poble Català. En aquesta última és considerat el principal ideòleg a partir de 1906 i aportà, sobretot, articles ideològics de la tendència d'esquerra i fort catalanista. Defensava, entre d'altres, a Wagner, Nietzsche i Zola.[11]
- Andreu Nin (Vendrell, Tarragona, el 4 de febrer de 1892 - Madrid, 22 de juny de 1937) fou una de les figures més importants del moviment marxista revolucionari d'Espanya. Com altres joves, se sent atret pel catalanisme d'esquerres i pel moviment obrer. Tot i el seu interès pedagógic, no va trigar a orientar-se cap al periodisme. Entrarà com a redactor del Poble Català encoratjat per Pere Coromines. Posteriorment abandona el seu treball com a redactor i passà a La Publicitat.[12]
- Eugeni d'Ors i Rovira (Barcelona, 28 de setembre de 1881 - Vilanova i la Geltrú, 25 de setembre de 1954) Articulista de crítiques d'art (amb el pseudònim Xènius) i columnista(amb la secció fixa setmanal).Estudià dret a Barcelona i es doctorà a Madrid amb Genealogía Ideal del Imperialismo (1905). Abans havia col·laborat a La Renaixença, La Veu de Catalunya, La Creu del Montseny, Lo Pensament Català i a Pèl & Ploma, on publicà la narració tenebrista La fi de l'Isidre Nonell (1902), editada en castellà amb altres escrits a La muerte de Isidro Nonell (1905) amb un pròleg on exposa el seu concepte de l'«art arbitrar» o subjectivista. Freqüentà Els Quatre Gats i el Cercle Artístic de Sant Lluc i signà dibuixos, influïts per Beardsley, amb les inicials O. de R. que corresponien a Octavi de Romeu, nom utilitzat després literàriament per a designar el seu àlter ego. Amb aquest pseudònim col·laborà a El Poble Català, però també ho feu amb el de Xènius, nom que emprà definitivament el 1906 en el Glosari de La Veu de Catalunya.[13]
- Joan Pérez-Jorba. La seva activitat literària era molt diversificada, ja que va fer tant de crític, com poeta o traductor; però es considerava més concretament un crític literari. Va col·laborar a Catalonia. Se li va oferir l'oportunitat de tornar a intervenir a la vida literària del país amb El Poble Català, on hi publicà algun articles crítics.[14]
- Carles Rahola i Llorens (Cadaqués, 1881 – Girona, 15 de març de 1939) fundà El Autonomista,diari d'ideologia republicanofederal en el qual també hi participava el seu germà, Darius. Va col·laborar al Poble Català amb comentaris de l'actualitat política nacional i internacional. Va morir assassinat pel règim franquista a la tàpia del cementiri de Girona el 15 de març de 1939, abans de complir els 58 anys, tot just un mes i onze dies després de l'entrada de les tropes franquistes a la ciutat.[15]
- Antoni Rovira i Virgili (Tarragona, 26 de novembre de 1882 - Perpinyà, 5 de desembre de 1949)fou un polític, periodista i escriptor català. Com a Polític va fundar el 1930 Acció Republicana de Catalunya que l'any següent es va integrar, juntament amb Acció Catalanista, a Acció Catalana Republicana. L'any 1931 s'adhereix a Esquerra Republicana de Catalunya. De la seva trajectòria periodística cal destacar col·laboracions a El Poble Català, La Veu de Catalunya i La Publicitat. A destacar també algunes de les seves obres com Historia Nacional de Catalunya (1922-34).[16]
- Emili Tintorer. Va representar una campanya modernista el 1904 al voltant d'El Poble Català[17]
- Polítics de la Lliga Regionalista:
  - Cebrià de Montoliu. Secció "Acció social".
  - Josep Pous i Pagès. Actualitat cultural i de la crítica teatral.
  - Manuel de Montoliu. Direcció i crítica literària.

Altres col·laboradors destacats són: Màrius Aguilar, Claudi Ametlla, Vicenç Bernades, Feliu Elias (Apa), Xavier Gambús, Jaume Massó i Torrents, Ramon Noguer i Comet, Ramon Raventós, Frederic Pujulà, Germaine Rebours, Arnau Martínez i Serinyà i Eugeni Xammar.

## Ideologia

### Ideologia política
El Poble Català a final de 1906 es va convertir en el Centre Nacionalista Republicà, el qual estava presidit per Jaume Carner. Aquesta formació més endavant es coneixeria com a "Esquerra Catalana". L'any 1919 el partit de l'Esquerra triomfa, i per això s'uneixen diferents disciplines del grup dels republicans, format per: Federals, Unió Republicana i Nacionalistes Republicans. Aquest nou partit es denomina Unió Federal Nacionalista Republicana del qual Pere Coromines va ser designat per al càrrec de director d'El Poble Català.
Un dels pensadors més destacats d'El Poble Català fou Gabriel Alomar, el qual se'l consagrar com a «ideurg» del modernisme (igual que Diego Ruiz). Als seus articles reflectia un to i estil retòric i ple de generalitzacions ambicioses. Identifica com a problemes essencials de la cultura catalana la reacció regionalista i folklorista, a més del pes excessiu del catalanisme tradicional rural dins el nacionalisme. Per a tot això va proposar solucions. Els mots d'ordre de modernisme, ciutadanisme i estètica arbitrària van partir sobretot d'ell i, en definitiva, el seu deixeble més directe seria Eugeni d'Ors, que prendria d'ell aquestes idees claus.
Alomar volia obrir el catalanisme i proclamava la necessitat d'obrir-lo cap a l'esquerra. Aquest catalanisme s'havia de fer acceptable als sectors obrers, els quals calia guanyar al republicanisme radical, en comptes d'empènyer-los-hi encara més amb una política conservadora. Ara bé, aquest pensament d'Alomar tenia certes contradiccions que es van remarcar temps més tard El Poble Català per Claudi Atmella i Coll.
Pere Coromines va desplaçar Gabriel Alomar a la direcció del diari, però el va deixar que continués col·laborant amb articles ocasionals i amb una secció fixa titulada Sportula(on feia breus comentaris de l'actualitat i signava amb el pseudònim de Fòsfor).
- La primera etapa d'El Poble Català,predominava la política. L'opinió política anava a càrrec de "Quin" i l'article es titulava sempre Menudell. En concret hi havia un moviment autonomista, que es mostrava en una secció del diari, on apareixien breus comentaris referits a la política, com conferències, sobre Catalunya. Gabriel Alomar, un dels col·laboradors, era l'encarregat de redactar diàriament l'article sobre el liberalisme català. Però també apareixien altres col·laboradors encarregats de notes polítiques, com Alfons Maseras, Ángel Cuchillo i Joaquim Lluhí i Rissech de Problema Clar. Per acabar, també es redactaven Cròniques del Rosselló, escrites per J. Mª Folch i Torres i Cròniques insubstancials, redactades per "Ladovicus" i Noves i Ecos.
- La segona etapa d'El Poble Català, va estar marcada per una sèrie d'esdeveniments de caràcter polític dels quals el diari es va fer ressò. L'any 1909, quan es va esdevenir la guerra del Marroc, el diari va ser tràgic i, el 20 de juliol, Pous i Pàges va criticar les senyores de l'alta societat, anomenades "dames blanques", per donar medalles als soldats que anaven a la guerra. El seu article deia així: 
| « | si voleu que se'n vagin recomfortats, si voleu oferirlos un consol eficaç en l'hora trista de la despedida, dieulos que'ls sers que deixen darrera no quedaran desamparats, que vosaltres un encarregareu d'allunyar la fam de llurs boques, ja que no podeu retornar-los l'amorosa presència del pare, del fill o de l'espòs que la guerra se n'emporta. | » |

En arribar a la Setmana Tràgica, el diari va ser suspès durant tres mesos i en reaparèixer es queixava (2 de Novembre): 
| « | Barcelona no vol aquests medis de repressió. Ahir la gent llegia els diaris perseguits ostentantlos ab alegria. | » |

Tres anys després, en acabar l'anomenada Setmana Tràgica- conseqüència de la guerra del Marroc-, l'esquerra va triomfar en les eleccions municipals. Els republicans es van unir creant la Unió Federal Nacionalista Republicana, el líder de la qual era Pere Coromines, que alhora havia estat designat com a nou director del diari. El Poble Català, resorgit de la censura, va esdevenir el periòdic del nou partit.
Amb el temps, la direcció de Coromines va portar el partit i el diari a una crisi seriosa, tal que l'any 1913 tots dos estaven en una situació molt precària -el diari tenia tan sols nou redactors i onze tipògrafs-. En un intent per a revifar-los, Carner i Coromines -és a dir Unió Federal Nacionalista Republicana, nom de l'esquerra- van acordar d'aliar-se amb els republicans lerrouxistes. Aquest acord va tenir lloc en un pacte per a les eleccions generals de principis de 1914, pacte conegut popularment pel "de Sant Gervasi", ja que va tenir lloc en una torre d'aquest barri.
Sense gaire esma, El Poble de Catalunya va sostenir la campanya electoral, però, després de la derrota, els redactors van entendre que calia trencar el pacte. Els dirigents de la Unió Federal Nacionalista Republicana no ho va entendre així, per la qual cosa es produí la ruptura de la redacció i tots els periodistes, llevat de Gambús, van abandonar el diari. L'Esquerra s'havia dissolt.
En l'escena internacional, amb el desenvolupament de la Primera Guerra Mundial, va prendre una postura francòfila, tot i que inicialment s'havia postulat per la neutralitat.
- A la tercera etapa d'El Poble Català el contingut que es pot trobar és molt pobre, ja que tot eren notícies o informacions polítiques entre les quals hi predominaven les llistes i la propaganda electoral. Tot això és a causa del fet que El Poble Català va tornar el 26 de maig de 1919 a publicar-se amb motiu d'unes eleccions que se celebraven al juny d'aquest any. Aquest diari feia costat al partit Coalició d'Esquerres. Cal destacar que en la portada de la primera pàgina hi figurava una llista dels candidats d'aquest partit, els quals eren: Grabiel Alomar Villalonga, Alexandre Lerroux García, Hermenegil Giner de los Rïos, Josep Puig d'Asper i Miguel de Unamuno.

#### Futurisme
El seu terme Futurisme recull com una apologia del civisme. En aquest es troba la Ciutat, que no nació, de la qual és la veritat ideal y té una relació amb el progrés o la modernitat. Fou el 1901 quan Gabriel Alomar tractà la Ciutat i la definia com una voluntat, un esperit i un pensament que dona lloc al futurisme, el qual és una forma de Modernisme. Aquest discurs es troba a mitjan camí entre la política i la cultura(ja que inclou les arts, la llengua i la literatura, entre altres camps).
Una de les qüestions que apareixen recurrents a les Sportulae de Gabriel Alomar és la relació entre Espanya i Catalunya, amb el qual genera un discurs on diu que els catalans pertanyen a una raça diferent. Per aquest motiu recorre a algunes ocasions a dir que Espanya és un país de decadència tant políticament com cultural, un país “anti futurista".
L'equació Futurisme=Catalanisme no s'atura en la política i té una tensió idealista on per a ell a Catalunya ha de governar la Bellesa, la Saviesa, la Igualtat, la Llibertat, la Raó i la Cultura. També comporta qualsevol avanç tecnològic, sobretot amb les innovacions del maquinisme modern.
A més, en una sèrie de set articles iniciada en el segon número de la revista sota el títol El liberalisme català establia les bases del ressuscitat modernimse: necessitat d'associar indestriablement les reivindicacions nacionalistes amb l'esforç modernitzador; justificació recíproca de nacionalisme i modernisme; crítica del tradicionalisme catalanista i del retorn al ruralisme, al que Alomar contraposa el mite de la ciutat.
S'ha de diferenciar del futurisme relacionat amb el manifest de Marinetti l'any 1909.

### Ideologia artística
Quan tracten l'art ho solen relacionar amb cognotacions polítiques i l'estil artístic que defensaven era el Modernisme català.
En molts nombres de la revista es destaca la figura de Wagner i també es pot veure com aquesta figura era molt important a Barcelona, ja que es representaven moltes obres musicals d'aquest. És una figura important dins de l'estètica romàntica i per l'afirmació de la superioritat d'Alemanya. Amb la simfonia solia buscar l'intercanvi amb el públic i volia representar una ideologia o una nació. Per aquest motiu els catalanistes tenien un lligam estret amb aquesta música.
El mercat literari català de principi del segle xx era molt escàs, ja que la burgesia llegia molt poc. Aquesta qüestió va preocupar a molts intel·lectuals i es va portar com a tema a debatre a les planes d'El Poble Català. Un dels que va contribuir en aquesta controvèrsia fou J. Pous i Pagès: El que passa a Barcelona amb la gent de diners, no passa enlloc del món. És vergonyós veure tota una classe desinteressar-se dels seus devers socials. Si no serviu per a fomentar la cultura, per a protegir la creació artística, per a donar lloc a l'eflorescència superior de l'ànima d'un poble, per a què serviu, doncs?
- Primera etapa parlen de personatges importants dins del modernisme català com va ser Lluís Domenech i Montaner, al qual van publicar una entrevista. Dintre de l'apartat dedicat a la literatura nombraven publicacions de personatges afins als seus ideals; també de col·laboradors d'El Poble Català i de les mateixes publicacions d'aquest setmanari. Dedicaven columnes a tractar els Jocs Florals de les diverses localitats i també congressos on el tema era la llengua catalana.
- Segona etapa continuaren tractant temes dins de l'àmbit catalanista. Van tractar diversos números a parlar sobre l'Exposició de pintura i escultura, en la qual citaren a molts artistes que hi participaren. Per altra banda, també es dedicaren a realitzar homenatges a diverses personalitats importants dintre del camp artístic català com foren Àngel Guimera o Ignasi Iglesias. A més, parlaren de les publicacions de la Biblioteca Popular de l'Avenç.
- A la tercera etapa d'El Poble Català es dediquen plenaments els números que publiquen a les eleccions, ja que aquest és el motiu pel qual torna a sortir el diari. Per aquest motiu, no hi ha pràcticament res dedicat a l'art perquè tot tracta sobre política.

## Estructura
En generals, la major part dels nombres d'El Poble Català estan formats per la primera pàgina on es troba la capçalera i aquesta primera pàgina i la resta de les pàgines tenen el text separat per sis columnes.
Sota la capçalera s'indicava sempre la mateixa informació en tots els números que van realitzar: la redacció i administració, l'any en què es realitzava, número, preu i la imprenta i estereotipia. A més, també en aquesta primera plana es trobaven redactades les notícies destacades pel diari per la seva rellevància.
A l'última cara hi predomina la publicitat, que la podem trobar tant en la primera pàgina com en l'última.
Els apartats generals que se solen repetir són:
- Botlletí del treball. Com bé indica el seu nom, era l'apartat on s'informava dels llocs de Barcelona on es necessitaven treballadors. Ja podien ser per treballar als ferrocarrils com de banquer. Dins d'aquesta també es podia trobar treballs fora de Barcelona, com Manresa o Mataró.
- Botlletí comercial.
  - Moviment de Borsa
  - Plassa de Barcelona
  - Informació marítima
  - Mercats de Catalunya
  - Mercats estrangers
- Crónica científica
- Darrera Hora. Apartat dedicat a les notícies d'última hora, el qual se solia trobar a l'última columna de la penúltima pàgina.
- De l'Ajuntament
- De Política
- Del Camp
- Del Govern Civil
- Festes i sports.
- Informació de Barcelona. Aquest apartat solia subdividir-se en diverses parts: 
  - Vida municipal.
  - Vida corporativa. Solien publicar events que podien interessar a un col·lectiu ampli, ja sigui perquè es realitzava una missa per algun motiu especial, informar sobre les reunions d'associacions que es feien aquell dia, entre d'altres.
  - Lletres i arts. Parlaven sobre temporades que es realitzaven de cinema, sobre l'Orfeo Català o altres events artístics.
  - D'instrucció. Informaven sobre la realització de cursets, conferències o classes d'aprenentatge. Un exemple que es repeteix sovint és el de classes d'Esperanto.
  - De la diputació.
- Información d'Espanya.
  - La prempsa madrilenya.
- Informació de Catalunya.
- Informació de l'extranger. Notícies destacades de fora d'Espanya, les quals la majoria explicaven conflictes bèl·lics.
- Teatres i concerts. Els espectacles que es realitzaven solien tenir un apartat dins de cada número. Alguns cops l'apartat rebia el nom d'Espectacles o també podia ser Diversions públiques. Les obres teatrals i/o musicals es nombraven a partir de lloc on es representaven. Algun dels locals que es nombraven eren: Teatre Principal, Teatre Català Romea, El Dorado(Teatre de Catalunya), Teatre Trivoli, Teatre Pavelló Soriano, Sala Merce, Teatre de Novetats, Gran Teatre del Liceo, Gran Teatre Espanyol, Teatre Apolo, Teatre Comic, Teatre Polirama, Palau de la Música Catalana i Sala Mozart.

## Taules de contingut
A les taules següents s'especifica més detalladament els articles o temes més destacats del diari durant la seva existència. Cada taula correspon a un any dels setze que durà el diari; els articles han estat classificats segons la temàtica a què es dedicaven: Situació general (Acció social, Religió, Educació, Esdeveniments, etc.), Política (situació política, moviments autonomistes, etc.), Economia i Art (Literatura, Arts gràfiques, Música, Teatre, etc.).

### 1904
| Situació general                                                    | Política | Economia | Art |
| ------------------------------------------------------------------- | --- | --- | --- |
| -Educació: Moviment actiu del Japó - Estat de la Indústria catalana | - Dirigit als nacionalistes catalans - La Crisi del Catalanisme - Volen combatre per l'autonomia del poble català. Partidaris de la integritat del programa catalanista - No està lligat a cap altre grup de lluita social, la seva causa és la d'un poble - Moviment autonomista: Centre Autonomista de Dependents de Comerç i de la Indústria, Federació Escolar Catalana, Escoles dels Districte segon, Aplec Catalanista, Sang Nova... Esmenten diveres ciutats i pobles de Catalunya. Es parla del cas de Barcelona on es fa referència a una conferència. Es fa esment de Pau Casals - Lluites electorals, actuacions polítiques i meetings - Caiguda d'Antonio Maura i Montaner - Moviment Autonomista: Centre Autonomista de Dependents de Comerç i de la Indústria, Federació Escolar Catalana, Escoles dels Districte segon, Aplec Catalanista, Sang Nova... Esmenten diveres ciutats i pobles de Catalunya - Eleccions - Notícies internacionals | - Esclavitud econòmica de Catalunya. L'economia catalana pren part d'aquest moviment que busca una Catalunya autònoma - Agrícoles, comerciants i industrials defensen el nacionalisme català com un vigorós impuls de renovació - Borsa de Barcelona: canvis, efectes públics, obligacions i accions | - Les arts gràfiques i l'art en general, sempre amb connotacions polítiques - Febrils moments de renovació artística, a mitjans del segle xix neguit per adoptar el modernisme - S'esmenta l'Impressionisme, el Simbolisme, el Japonisme, l'estilització dels objectes, l'Art del cartell, la Il·lustració moderna, etc. - Exhibicions del Sr. Palmarola i del Sr. Ros i Güell - Exposició a Madrid i artistes dels quals hi havien obres: Blay, Clarassó, Magrobeño, Maeztu i Oslé - Exposició Forma, de Sert i Torné Esquius - Inauguració de la Sala Mercè - Redactors i Col·laboradors d'El Poble català Literatura: - Nous poemes de Faust Casals i Bové, Roc Quelafert... - Segona part del Comte Arnau de Joan Maragall - Calendari el ¡Cu-Cut! Teatre: - Teatre Català Romea - Sigfrid al Liceu - Joventut Música: - Associació Wagneriana - Concerts |

### 1905
| Situació general | Política | Economia | Art |
| --- | --- | --- | --- |
| - Malestar derivat dels danys produïts pels nous tractats de comerç, tots els comeriants i industrials pateixen l'obsessió dels nous pactes mercantils - Ambient de desconfiança a Catalunya. Es critica el govern - Acció social: la conferència del treball, realitzada a Berlín. Formació dels obrers i artesans a Alemanya - Cultura és llibertat. Defensen que una major cultura i un major avenç en els costums socials dels pobles suavitzaria l'aspror de la lluita - Ensenyança del català: s'obren classes gratuïtes de lectura, escriptura i aritmètica - La qüestió religiosa a França - Informació sobre actes importants - Cenacles: petites comunitats d'ànimes devotes d'un mateix ideal. Humils comunitats intel·lectuals, cristal·litzacions d'ànimes escollides, atretes i congriades per fondes afinitats espirituals - Parlen sobre l'alimentació. Fa referència a Anglaterra com una de les potències més fortes - L'educació als Estats Units i el seu sistema: fe absoluta i racional en l'educació popular - Situació a Barcelona: envasió d'una població estrangera que pren la feina de les mans dels "fills de la terra" i omple l'aire del seu esperit. Creuen, doncs, que s'han d'armar d'escoles catalanes per enfortir l'ànima catalana - Atemptat a París. El descriuen com una necessitat per saltar damunt de les lleis i eclipsar els retalls de llibertat i de drets individuals que reconeix la Constitució. Simpatització amb els perseguits, ja que com ells s'autodenominen: nacionalistes, són perseguits per les autoritats - Visita a la Cort del President de la República francesa per "honorar les misèries" d'Espanya - Successos en la resta d'Espanya - Informació de Catalunya - La Renaixança de Catalunya - Informació de l'estranger | - La bellesa estètica en la política és un fet innegable - El Catalanisme és un moviment artístic per excel·lència, per haver nascut de l'escalf patriòtic dels Jocs Florals i per representar la causa eterna de la natura que reclama l'expansió d'una de les seves unitats ètniques, lingüístiques i orogràfiques, i finalment, com a protesta romàntica que pot considerar-se d'una nacionalitat oprimida com a reivindicació històrica d'un gran poble esfondrat i cohibit - Reformes deficients - Critiquen de Maura i de la seva forma de govern, els anomenen "petits Bismarks". Afirmen que el règim i la raça dominant a Espanya manca la intel·ligència - El rei i la seva dinastia. L'ironitzen com la personalitat ungida i suprema, el darrer rebrot de les dinasties glorioses - Necessitat de Catalunya de solucions per a proveir el propi progrés social, per conservar i millorar la seva producció i riquesa, per fer-se una tradició i un instrument d'acció col·lectiva i de govern popular - Lluita electoral. Lluita entre republicans i catalanistes - Moviment Autonomista: Centre Autonomista de Dependents de Comerç i de la Indústria, Federació Escolar Catalana, Escoles dels Districte segon, Aplec Catalanista, Sang Nova... Esmenten diveres ciutats i pobles de Catalunya - Aparició de l'entitat Joventut catòlica-monàrquica - Eleccions - El "Maurisme" a Barcelona - República i Nacionalisme - La Catalanització d'Espanya - El Poble català al Congrés | - Borsa de Barcelona: canvis, efectes públics, obligacions i accions - Producció de filatura de cotó d'Espanya i producció de països europeus com Alemanya, Itàlia o Suïssa. Relacionen la producció amb l'extensió territorial - Beneficis obtinguts pel tramvia de Barcelona | - Entrevista a Lluís Domènech i Montaner - Publicació d'una col·lecció de postals amb vistes a Barcelona i les seves afores - Excursions per Grècia. Descripció d'alguns dels seus llocs més importants com l'Acròpolis - Critiquen a Joan Valera com un cas típic de falsa aristocràcia artística, com artista que revela la deformació general del concepte de l'art en l'Espanya del seu temps. Descriuen la seva obra com l'art de tertúlia, dels parlars als salons d'estil prerevolucionari, dels escèptics, dels neoclàssics, però amb l'esperit a la castellana, d'ironia fàcil - Exposició en la Sala Parés obres de Pepeta Texidor, Ros, Güell, Tamburini i Baxeras - Concurs d'escultura - Concurs regional de fotografia Literatura: - Manca de tradició literària catalana, durant anys la llengua catalana ha estat allunyada de manifestacions intel·lectuals - Sonets italians de Giosué Carducci, de Gabriele d'Annuzio i de Giovanni Camerana - Sobre el Quijote - Parlen sobre Santiago Rusiñol, l'admiren, sobre el poeta Ignasi Iglesias i sobre Àngel Guimerà - Llistat de nous llibres com L'endemà de Bodes comèdia de Joseph Pous i Pagés, Gent de Ramón Suriñach Sentíes, i Solitud de Victor Català, del qual parlen sobre la seva vida i obra; La moral en el teatre d'Emili Tintorer,Els lliris dels jardins de la reina de John Ruskin i introducció de Manuel de Montoliu, Llibre de les bèsties de Ramón Llull - Jocs Florals de Lleida, Jocs Florals d'Hostalrich i Jocs Florals de Barcelona amb els seus consegüents premis - Obres de Joan Puig i Ferreter i d'Antòn Isern Arnau, dos joves poetes que marxen a Marsella - Publicació de diversos poemes com Llegenda romàntica d'Arnau Martínez Seriñá o La Muntanya de Jeroni Zanné - Congrés Internacional de la Llengua catalana Teatre: - El teatre popular - Les alegres comares de Windsor al Liceu - Formació del teatre català - El "Teatre Nacional" de Cristanía - Teatre Romea - Teatre Principal - Fan referència a José Calderón de la Barca - Sobre el Teatre Català Música: - L'ètica wagneriana. Joan Maragall i la conferència sobre el Drama musical de Mozart - Associació Wagneriana - Artistes cap a París: Joan Figueres i Salvadó contractats per la nova Orquestra Corlot - Concerts de piano de Joan Gibert - Cançons populars: teoritzen sobre que hi ha dos maneres de cantar - Concerts Casals |

### 1906
| Situació general | Política | Economia | Art |
| --- | --- | --- | --- |
| - El director d'El Poble català, Secundi Puig de Franch, près en mèrit de l'última de les denúncies sofertes per la revista. El recolzen i el defineixen com un patriota entusiasta - El Poble català es dirigeix al públic per informar de la seva conversió de revista a diari. Associen la publicació del diari amb l'edició de novel·les inèdites dels mestres de la literatura del diari així com obres eminents d'autors estrangers. Expliquen les novetats que presenta el nou El Poble català - Amb motiu de la diada del primer de maig, es dona a conéixer les opinions de abricants i obrers respecte a lo que ocorria en aquells moments en Barcelona i a qüestions relacionades amb la festa obrera - Informacions telefòniques i telegràfiques d'El Poble català: Madrid i París - Acció social: la Reforma industrial. Cita l'Industrial Betterment - Esclat d'una bomba en la Rambla de les Flors de Barcelona. Critiquen la inactivitat de les autoritats que manen a la ciutat comtal i de les acussacions propiciades per part dels diaris o en la sala d'audiència - Estrena d'un mercat de ferro a la Plaça de la República - Apartat dedicat a la Meteorologia i observacions atmosfèriques - Secció religiosa: Sant del dia, Quaranta hores, Cort de Maria - En defensa de la sardana - Informació de Catalunya, Barcelona i Madrid - Informació de l'estranger - Successos en la resta d'Espanya - Novetats de l'Ajuntament - Vida corporativa i de la Diputació | - Moviment autonomista: Centre Autonomista de Dependents de Comerç i de la Indústria, Federació Escolar Catalana, Escoles dels Districte segon, Aplec Catalanista, Sang Nova... Esmenten diveres ciutats i pobles de Catalunya - Alguns fragments pronunciats per Segismundo Moret y Prendergast, priva a Catalunya dels seus drets constitucionals - El Duc de Bivona informa al Govern que convé suspendre tota la premsa catalana i tancar les societats autonomistes. Es traspassarà per dos anys als tribunals militars la tasca de judicar el delictes que es defensen o es castiguen. Critiquen aquestes intencions, per pode viure ha d'existir el dret de llibertat. Demanen respecte vers l'Estat espanyol, "El mal temps, per cruent que sigui, no pot significar l'ofegament de la vida" - Fragments extrets d'El País que tracten sobre la premsa de Madrid i sobre les jurisdiccions - La Democràcia nacionalista de Catalunya - L'amnistia: oposició dels conservadors - Informació de Barcelona: Assemblea catalanista - Solidaritat Catalana - Novetats sobre els Ajuntaments - Congrés Català - Balear - Qüestions obreres - L'èxit aclaparador del Centre Nacionalista Republicà mostra la necessitat de que existeixi a Catalunya un propulsor democtràtic i popular, encarnació de les llibertats del poble - Tribunals i jutjats | - Borsa de Barcelona: canvis, efectes públics, obligacions i accions - Mercats de susistència - Debats al Congrés sobre els aranzels en la que la Cambra es mostra indiferent, no els interessen els problemes econòmics, i afirmen que en això consisteix principalment la decadència i l'enderreriment de tot el país - Gran polèmica a causa dels nous aranzels - Deutes de l'Estat i del Municipi, Obligacions del Comtat, Accions, Borsa de Madrid i Borsa de París - Negociacions per a un Tractat de Comerç amb França, a les quals han de seguir les convingudes amb l'Imperi alemany - Fragment d'un periòdic francès Le Matin, en el que El Poble català el títula com "Vergonyes d'Espanya" - Acció econòmica d'hisenda - Comerç exterior: Estació enotècnica espanyola - Novetats marítimes | - Després d'un allunyament de tota manifestació artística, s'ha inaugurat una Exposició de pintura i escutlura. La defineixen més bé com un assaig que com una Exposició a causa de la precipitació i pobresa de la presentació. Se citen alguns dels artistes que hi participen en l'exposició, com els germans escultors Osié o Isidro Nonell y Monturiol, qui s'ha convertit en un veritable caràcter en la pintura catalana - Sala Parés: Exposició Llaverias i Exposició de Joan Llimona - Sala Mercé - Tertúlia catalanista en el Teatre Romea Literatura - Llistat de llibres nous com El problema catalán de Francesc Pi i Suñer - Jocs Florals de Lleida i Jocs Florals de Molins de Rei - Unamuneries - Biblioteca Popular de L'Avenç: volums publicats Teatre: - Teatre Municipal - Teatre l'Alcázar - Teatre El Dorado - Teatre Principal - Gran Teatre del Liceu - Teatre Català Romea - Teatre Tívoli - Teatre Apolo - Teatre Nou - Pavelló Soriano - Teatre Novetats Música: - Empòrium, òpera d'Eduard Marquina i música de d'Enric Morera. Comenten aspectes de l'obra i del mestre musical - Inauguració de concerts en el Gran Cafè Restaurant de Novetats - Concerts |

### 1907
| Situació general | Política | Economia | Art |
| --- | --- | --- | --- |
| - Efecte que produeix l'Espanya del moment en l'estranger. La reputació de Barcelona esdevé cada dia més negra - La premsa militarista i Catalunya - Es denúncia un número d'El Poble català - Informació de Barcelona - Informació de l'estranger - Apartat sobre observacions atmosfèriques - Vida municipal i Vida corporativa - Successos en la resta d'Espanya | - Moviment autonomista: Centre Autonomista de Dependents de Comerç i de la Indústria, Federació Escolar Catalana, Escoles dels Districte segon, Aplec Catalanista, Sang Nova... Esmenten diveres ciutats i pobles de Catalunya - Les societats econòmiques i el governador - Qüestions obreres - Tribunals i jutjats - La dimissió del Govern, opinió sobre la crisi i detalls. Crisi al Congrés i al Senat - Informacions telegràfiques i telefòniques | - Eleccions en la Camba Oficial del Comerç - Borsa de Barcelona: transaccions. Borsa de Madrid i de París - Cotons, cafè i sucres, mercat de grans, metalls... - Moviment del port | - "Bohemia Modernista": balls de disfresses Teatre: - Teatre Principal - Teatre Romea Català - Gran Teatre del Liceu - Teatre Novetats Música: - Concerts Esports: - Constitució d'una societat esportiva, la Barcelona Hoc-key Club |

### 1908
| Situació general | Política | Economia | Art |
| --- | --- | --- | --- |
| - Publicació d'unes declaracions en forma d'interviu per part de El Mundo, el qual va enviar un redactor especial a descobrir El Poble català, atribuïdes a Prat de la Riba. Demanen que s'ha de reaccionar contra aquest esperit contrari a la Solidaritat - Informació de Catalunya i de Barcelona - Informació de l'estranger - Vida municipal i vida corportativa - Successos en la resta d'Espanya - Apartat amb observacions atmosfèriques | - Pel Sufragi universal - Naixent aliança federal de Centreamèrica - El diari Heraldo de Alicante defensa la Solidaritat catalana, tot i que tallen un seguit paràgrafs - Qüestions obreres - L'esquerra catalana - Moviment autonomista: Centre Autonomista de Dependents de Comerç i de la Indústria,Joventut Catalanista, Federació Escolar Catalana, Escoles dels Districte segon, Aplec Catalanista, Sang Nova... Esmenten diveres ciutats i pobles de Catalunya - Tribunals i Jutjats - Informacions telegràfiques i telefòniques - Declaracions de Nicolàs Salmerón y Alonso contra el projecte de Reforma local - El projecte de Reforma local. Propòsits del president Maura | - Moviment de la Borsa: transaccions. Borsa de Barcelona, Borsa de Madrid, Borsa de París, Borsa de Londres - Moviment del port | - Saló Parés: Exposició dels originals d'autors catalans que figuraran en el primer saló de caricatures de Madrid. Entre les obres exposades trobem artistes com Joan Llaverias o Ricard Opisso - Dos exposicions en la Casa d'Antiguitats de J. Dalmau, una d'estampes japoneses i l'altre de dibuixos de Josep Mompou - Festival de sardanes al Saló de Sant Joan Teatre: - Teatre Romea - Teatre Principal - Gran Teatre del Liceu - Teatre Català Romea - Teatre Tívoli - Teatre Novetats - Teatre El Dorado - Teatre Nou - Teatre Apolo - Teatre Pavelló Soriano Esports: - El Club Muntanyenc realitza una excursió a Santa Coloma de Gramenet |

### 1909
| Situació general | Política | Economia | Art |
| --- | --- | --- | --- |
| -Viena: suposat descobriment d'un complot militar. - Londres: La cambra dels comuns rebutja per 228 vots el drets dels obres al treball. - Estadístiques sobre els casos de Tuberculosi denunciats a França. - Llei Waldeck Rousseau de caràcter restrictiu però que reconeix l'existència dels sindicats | - Eleccions municipals: aparició dels candidats als districtes. - Moviments electorals: s'observa gran animació electoral; El polítics que més intervenen a les eleccions són Canalejas i Moret. - Informació política de les eleccions: derrotats, lerrouxistes, catalans votants a Bilbao. - Eleccions a Sabadell: informació de l'escrutini general. - Resultat de les eleccions a Sabadell: gran victòria solidària. - Llibertat de Josep Pous i Pàges empresonat durant un mes. | - Balanç del banc: dades sobre el valor de l'or, la plata, bitllets. - Cens sobre la quantitat de gent que treballa a les mines, industria, comerç, transport i mercaderies. - Beneficis obtinguts pel transport nàutic al port de Barcelona. | - Homenatge a Ignasi Iglesias: Banquet en el seu honor. - VII Exposició Internacional d'Art: bases del concurs per l'elaboració del cartell de l'exposició. - Homenatge a Àngel Guimerà: programa del festeig. - Exposició de Mir, colorista. - Exposició de diverses aquarel·les de flor de Josepa Teixidor. - Jocs Florals: critica de la periodicitat dels Jocs. Literatura: - Nous llibres: L'adolescent. - Premi a la novel·la Solitud. Teatre: - Teatre Soriano:cos de ball del gran teatre de l'Opera de Paris. - Teatre Còmic:La viuda alegre. - Teatro Principal:La vida del Pozar. Esports: - Carrera de motor entre Pasquier - Baudelocque. |

### 1910
| Situació general | Política | Economia | Art |
| --- | --- | --- | --- |
| - El Rei firma una sèrie de decrets de guerra espanyols. - Jaume Carner acompanyat d'una comissió dels Ateneus obrers, estigué al govern per a demanar la reobertura de les escoles Ateneus clausurades per Crespo Azorin. - Les conseqüències del còlera. Hi hauran una sèrie d'estudis arran de l'epidemia que assola Espanya en 1885 que demostren que l'expansió del còlera es veu influenciada pels rius i agents transmissors. - L'any nou comença amb la lluita entre els dos caps anglesos del govern i que presenta analogies polítiques a França, Itàlia, Espanya. - Atenes: incendi al Palau Reial d'Atenes a conseqüència del qual l'ala central ha quedat destruïda i el sostre s'ha ensorrat per complet. - Mad Harriman, vídua del rei dels ferrocarrils fa una donació a la ciutat de Nova York de 18.000 hectàrees destinades a parc públic. | - Reunió al centre català republicà federalista els representants dels diversos organismes del partit federal per tractar la formació d'un sol partit en el qual s'apleguin les diferents branques republicanes. - Circulars del govern civil reclamen al municipi que no han enviat les liquidacions del pressupost de 1909. - Conferència de Pere coromines al teatre de novetats: els fonaments indestructibles de la qüestió catalana. Parla des del seu punt de vista del moment actual i d'aquí es derivarà una crítica de la política fins avui. - Inauguració de l'ateneu de la UNFR. - Consell de guerra: vista contra Vicens Cunyàs Santamaria i Carles Blanch Queraltó com autors de la fabricació i col·locació d'una bomba que esclatà en la coberta d'una golondrina. - Alemanya: els partits liberals demòcrata d'unió liberal i demòcrata del sud d'Alemanya es fusionen. - Anglaterra: comencen les eleccions en 60 districtes que permetran formar-se una idea de l'orientació política del poble anglés. | - Balanç del banc: el valor de l'or augmenta i de la plata disminueix. - Moviments de borsa i la cotització oficial dels diferents països i monedes. - Liquidació del pressupost de 1909: el ministre d'hisenda manifesta que la liquidació general del pressupost dona un dèficit de 35 milions. - La cambra de comerç estarà representada en el IV congrés de les associacions comercials i industrials que s'inaugurarà a Londres. | - L'orfeó català en perill: la junta es reuneix per discutir i reformar els estatuts. - Concert de l'acadèmia Ainaud al Palau de la Música. - Festes de la primavera: programa de festes i concerts que s'hi faran. - Buenos Aires: Exposició d'arts aplicades francesa. - Paris: Els directors de La Porte de Saint Martin presenten una demanda contra el gerent de la revista Bonne Chanson per la divulgació d'una sèrie de versos. Teatre: - Teatre del Liceu: Terra Baixa. - Teatre Principal: representació D'Educació d'un Príncep. - Teatre Principal: Rei de l'aire Marius. - Al Teatre del Liceu prossegueixen els assajos del pròxim festival Wagnerià. Esports: - Campionat de Pilota Basca. |

### 1911
| Situació general | Política | Economia | Art |
| --- | --- | --- | --- |
| - Enfrontament entre rojos, comunistes, i negres a Barcelona. - Albània: insurrecció albanesa a Kosovo. Enfrontaments entre turcs i albanesos. - Marroc: enfrontraments al Marroc. - Xina: el general Li-Huan-Kengh comandant en cap de les tropes revolucionaries, elegit president de la república. - Coronació del rei Jordi V. - Solidaritat de Gal·les i Irlanda en la lluita per la seva autonomia. - Els diaris francesos protesten en contra de l'acusació d'alguns diaris espanyols pel suposat afavoriment de l'agitació marroquina contra Espanya. - Combats del quert a Melilla. - Debat pels venedors ambulants del mercat de La Boqueria. | - Don Melquiades Álvarez, diputat republicà visità Barcelona per parlar de la reforma del codi de justícia militar. - Conferència de Pere Cormines on parlà de l'actual situació marroquina i el paper d'Espanya. - Obertura de les llistes del cens electoral per tots aquells majors de 25 i amb més de dos anys de residència a Barcelona. - Protestes públiques en contra dels actes comesos pels lerrouxistes - Eleccions municipals. - Míting electoral a la UNFR. - Constitució del nou ajuntament | - Barcelona: l'exportació industrial de teixits de cotó i suro observen una petita millora, que havien perdut empenta al mes de gener - 'Madrid': Conversió del deute exterior per obres públiques. - Suspensió de la negociació de francs en borsa. - Reunió dels representants de la cambra de comerç d'Espanya per tractar i reescriure els reglaments d'aquestes entitats. - Moviments de la borsa de Madrid, Barcelona i estranger. - Discussió dels pressupostos extraordinaris aprovats per l'ajuntament de Barcelona al mes de setembre. - Deixarà de funcionar la borsa de treball a principis d'any. - Irlanda: creació d'una comissió composta d'eminents personalitats encarregada d'estudiar les relacions econòmiques entre Irlanda i Regne Unit | - Manuscrit de la seu d'Urgell: els canonges de la seu venen al Musée del Louvre el manuscrit del comentari de l'apocalipsi pel preu de 125.000 francs. - Gran Teatre del Liceu: inauguració de la temporada wagneriana amb la representació de Tristan e Isolda - Concurs de telegrafistes en el que participaran tant les nacions europees com les americanes. - Finalització de l'exposició de Sunyer. - Concerts: - Concert d'Alexandre Ribó al palau de la música. - Concert de l'orquestra Simfònica. - Teatre: - Teatre nou: inauguració de la temporada de primavera. - Teatre principal: la reina jove- la reina vella. - Teatre Tivoli, Amor Zíngaro. - Teatre Romea: Todos Locos. - Esports: - Campionat d'Espanya de Futbol. |

### 1912
| Situació general | Política | Economia | Art |
| --- | --- | --- | --- |
| - Londres: conflicte del carbó. - Paris: lluita entre bandolers i policies. - Intervenció dels Estats Units a Nicaragua. - Guerra dels Balcans. - Firma del tractat franc-espanyol. | - Situació del corrent nacionalista a Catalunya. - Ple de les Mancomunitats. - Una colla de lerrouxistes agredeix violentament un home. - Assemblea de l'UNFR. - Caciquisme vendrellenc: es resol el conflicte. - Odi a Catalunya per part de sectors madrilenys. - Sessions en el congrés i el senat. | - Reconstitució de la cambra de comerç i navegació, continuadora de la cambra de comerç i industria. - Hisenda: l'obertura del mercat de sant Gervasi. - Moviment de la borsa nacional e internacional. | - La Grisetta, opera en tres actes. - Concerts La Buena Sombra. - Clausura de l'xposició d'higiene escolar i de treballs escolars. - Teatre: - Teatre de Catalunya: El Tresor. - Gran Teatre del Liceu: La Valkiria. - Esports: - Inauguració del Club Natació de Barcelona amb la cursa anomenada Pasqua. - Rem: derrota dels campions. - Resultat de les proves de l'Atlètic Club de Barcelona. |

### 1913
| Situació general                                                                                           | Política | Economia                                                                                           | Art |
| --- | --- | -------------------------------------------------------------------------------------------------- | --- |
| - França i Belgica : Els atacs alemanys. -Mexico : La intervenció Yankee. - Portugal: Motiu del Centenari. | - Situació Nacionalista a Catalunya. -Unió Catalanista. - Joventut Nacionalista Republicana de Tarragona el primer acord, l'adhesió a la Unió Catalanista.. | - La junta de Govern de la Borsa del Treball, Conferència sobre l'Assemblea general contra l'atur. | - Teatre: -Teatre novetats: "Campo de Armiño". -Teatre Apolo: "Los pollos de la madre Celestina". - Teatre del Bosc: "Sonámbula". |

## La Biblioteca d'El Poble Català

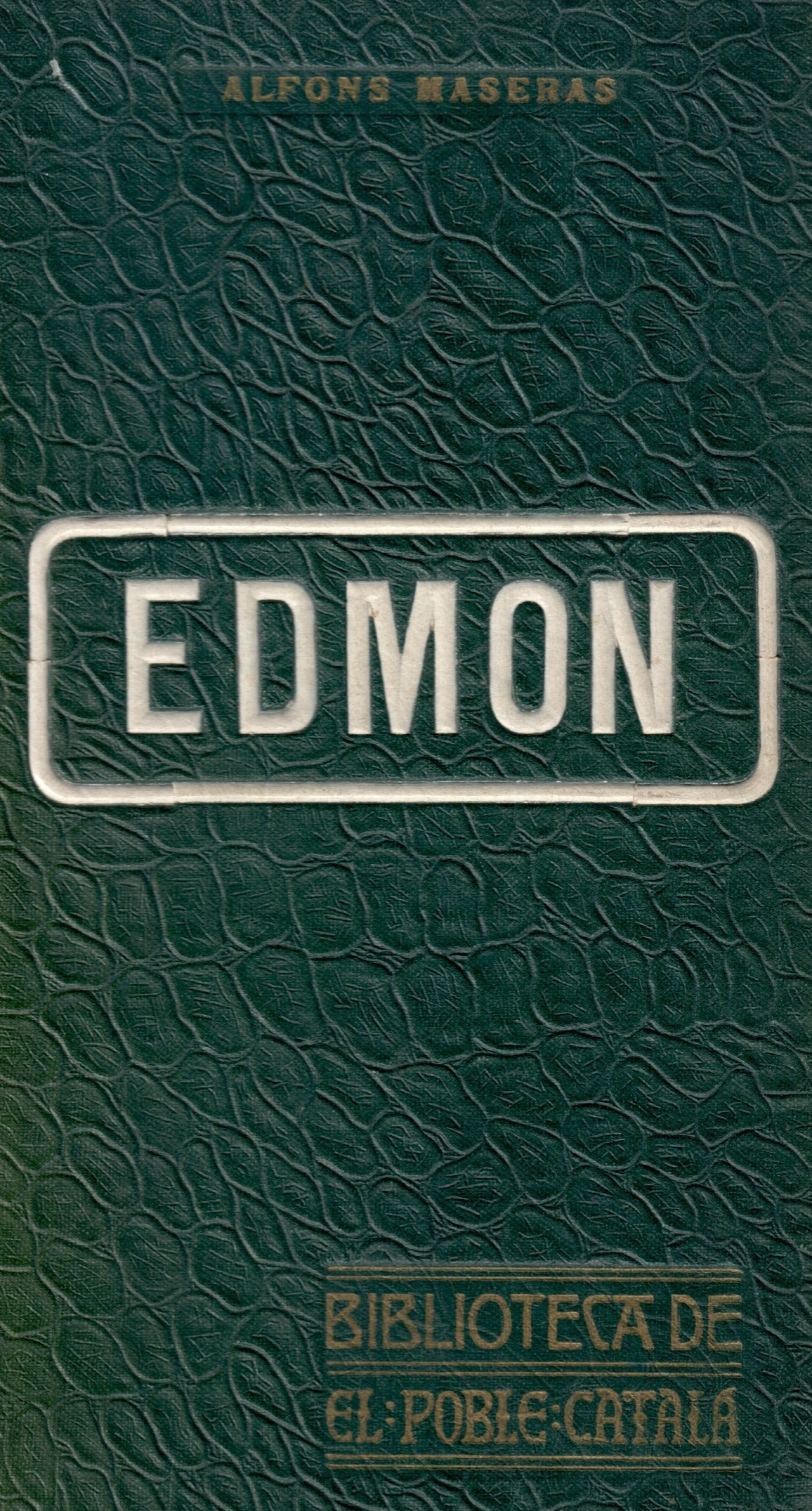
Edmon d'Alfons Maseras, publicat l'any 1908

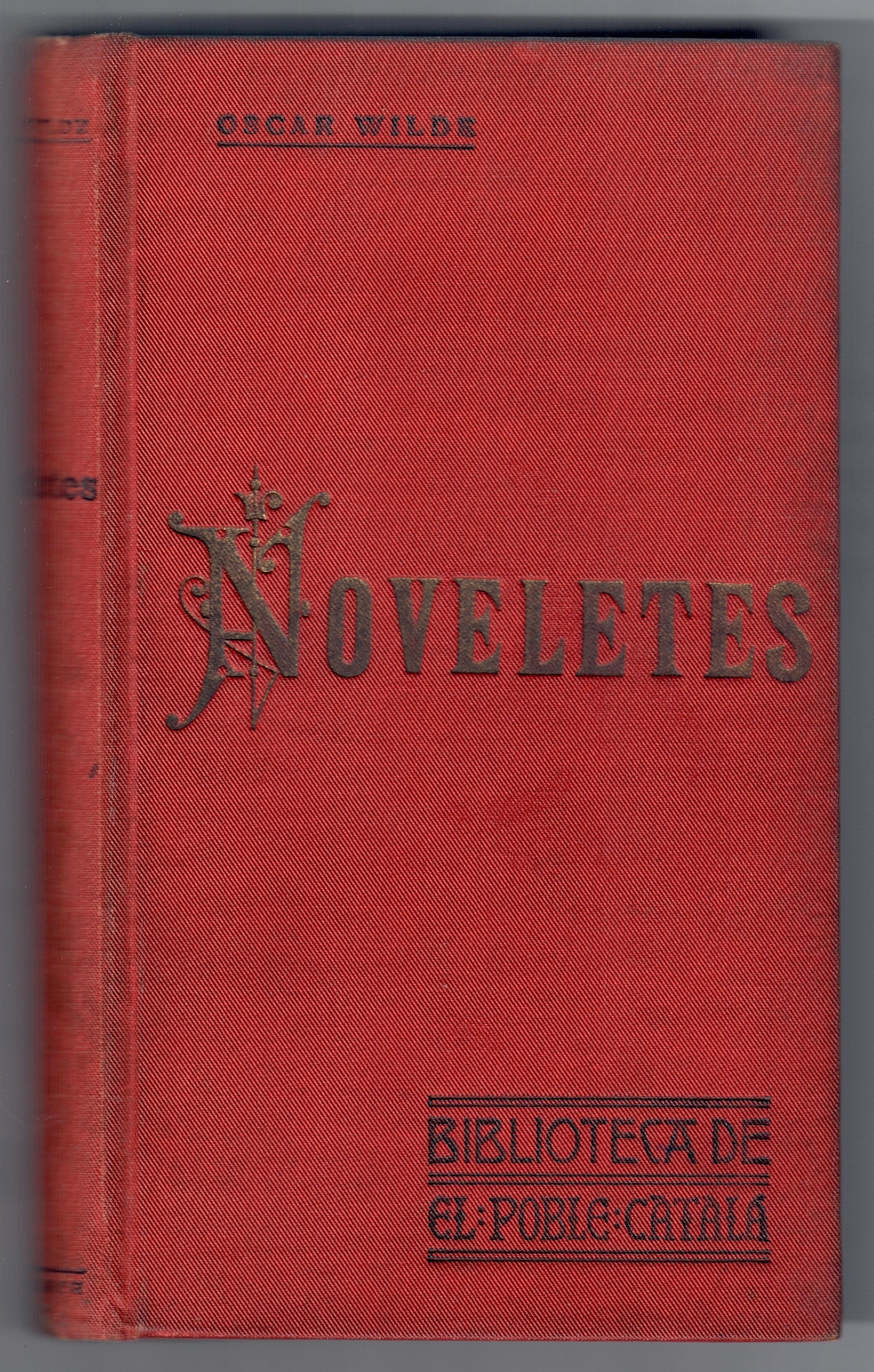
Recull de set narracions (Noveletes) d'Oscar Wilde, publicades l'any 1906

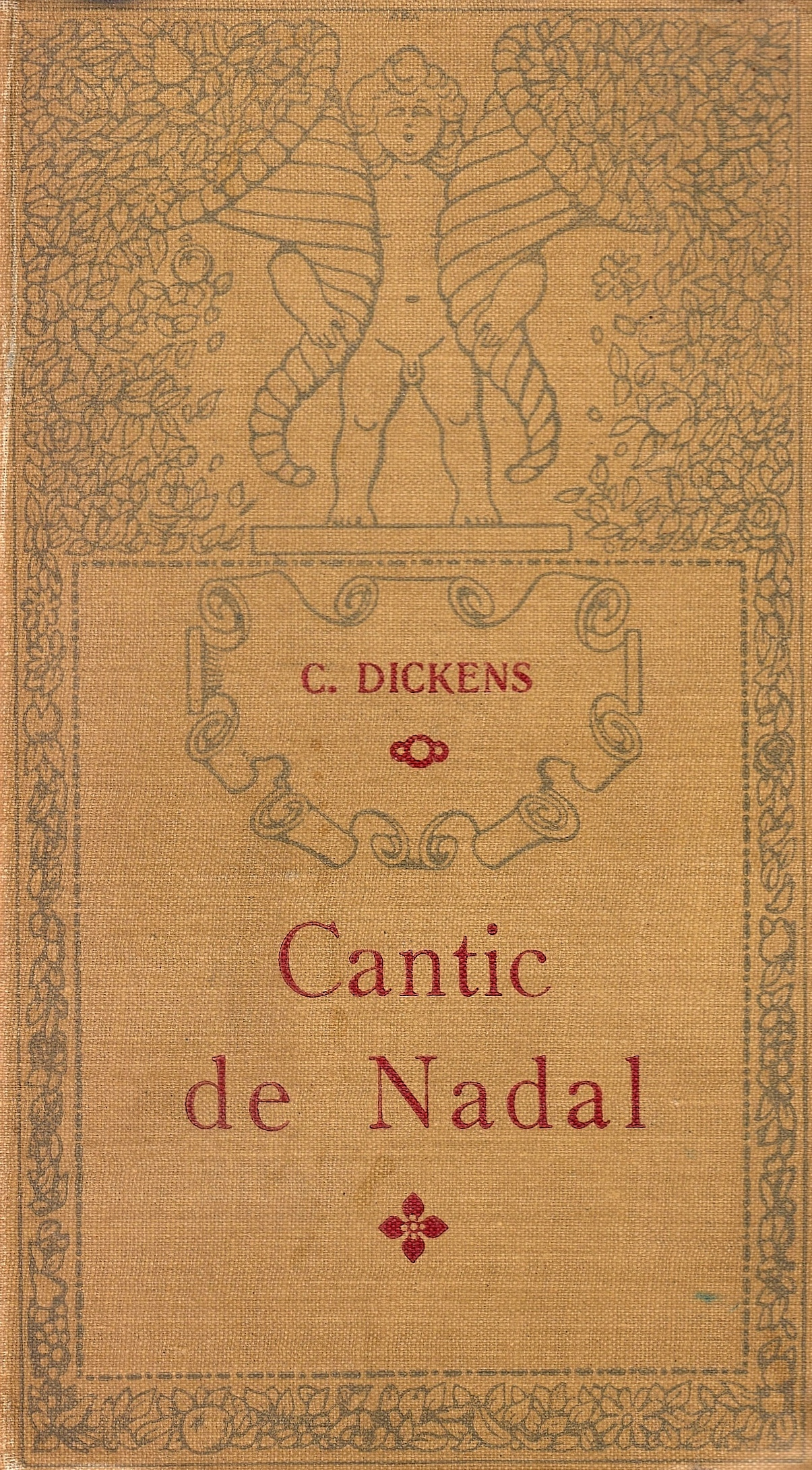
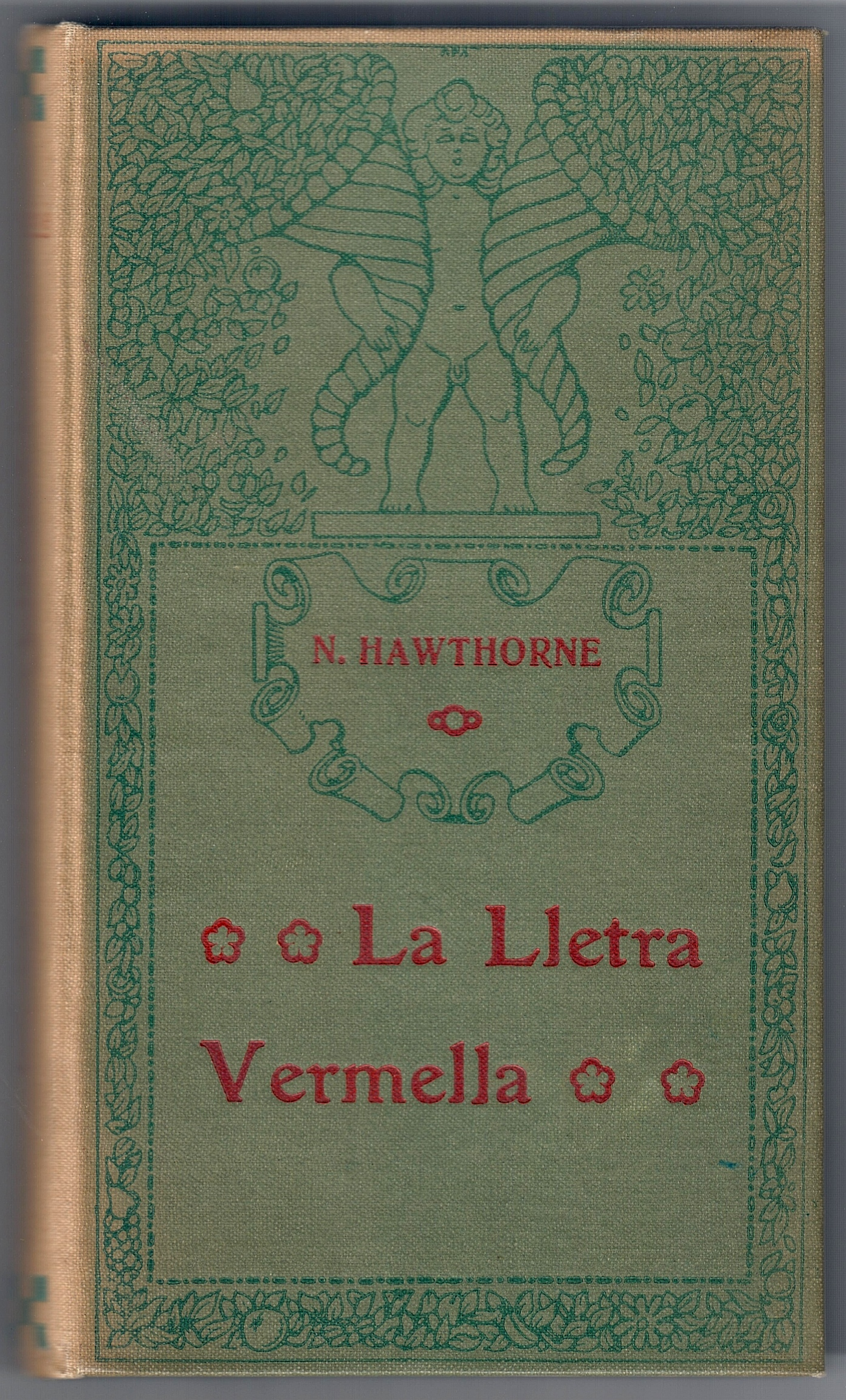
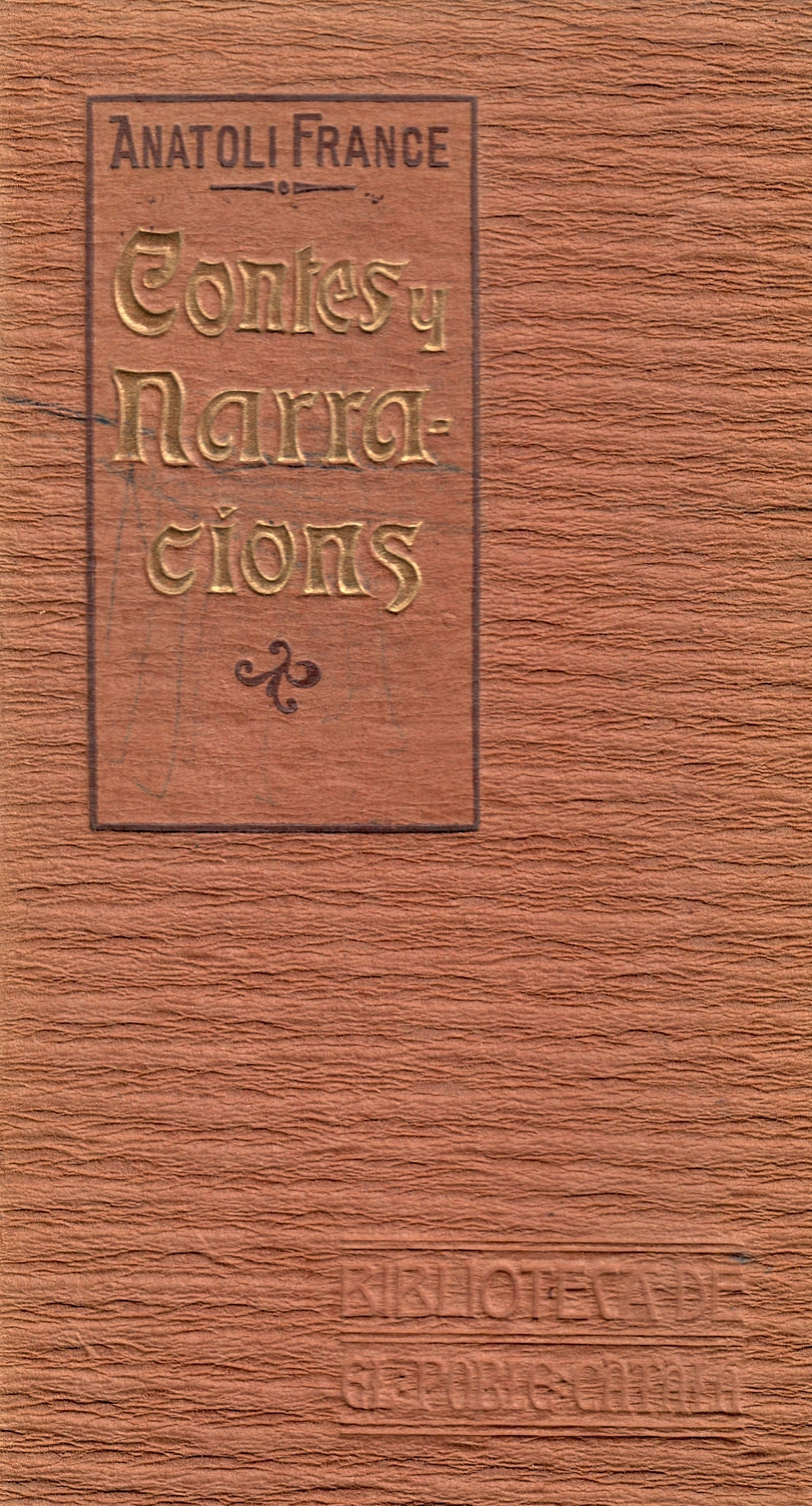
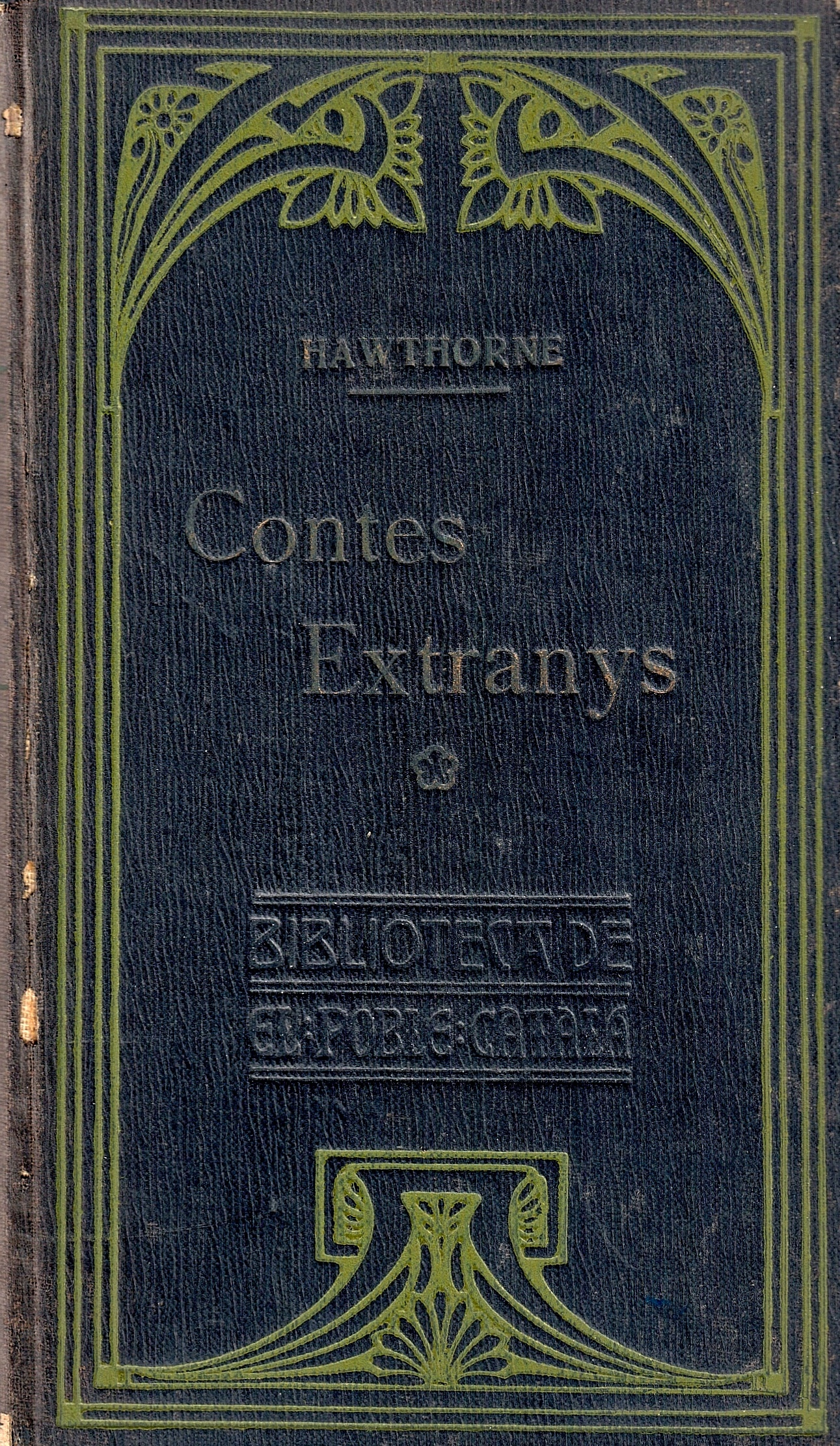

El Poble Català, com altres diaris catalans, va editar una biblioteca per als seus subscriptors. Són uns volums de format allargat, relligats en tela (alguns amb pergamí i altres en fullola de fusta) d'autors nacionals i estrangers. Aquesta biblioteca tenia el mateix nom, El Poble Català, en la qual hi havia divuit títols, un d’ells doble. Els volums que es van publicar van ser:
| Noveletes           | 1906 | Oscar Wilde                   |
| Recorts y fantasíes | 1906 | Apel·les Mestres              |
| Revolta             | 1906 | Josep Pous i Pagès            |
| Aigua avall         | 1907 | Josep Maria Folch i Torres    |
| Dones de cor        | 1907 | Pompeu Gener                  |
| Naufregs            | 1907 | Prudenci Bertrana             |
| Contes y Narracions | 1907 | Anatoli France                |
| Fulls escampats     | 1908 | Enric De Fuentes              |
| Edmon               | 1908 | Alfons Maseras                |
| Eros-Christ         | 1908 | Victor Oliva                  |
| Contes Estranys     | 1908 | Nathaniel Hawthorne           |
| Camí de llum        | 1909 | Miquel de Palol               |
| Joan Endal          | 1909 | Josep Maria Folch i Torres    |
| Contes Extrangers   | 1909 | Diversos autors               |
| Episodis            | 1909 | Rovira i Virgili              |
| De l'Ergàstula      | 1909 | Josep Pous i Pagès (2 volums) |
| Càntic de Nadal     | 1910 | Charles Dickens               |
| La Lletra vermella  | 1910 | Nathaniel Hawtorne            |

Va realitzar traduccions de Charles Dickens, Anatole France, Nathaniel Hawthorne, Oscar Wilde, Gabriele D'Annunzio, Rudyard Kipling, Anton Txékhov, Judith Gautier i d'altres autors que aleshores representaven una gran novetat. Majoritàriament eren novel·les, més d'un llibre de contes, alguna crònica o assaig, però sobretot literatura de ficció. Són volums de biblioteca, en bon paper i una presentació elegant, ben impresos i enquadernats.Alguns títols tenien a la coberta una il·lustració feta per Feliu Elias.

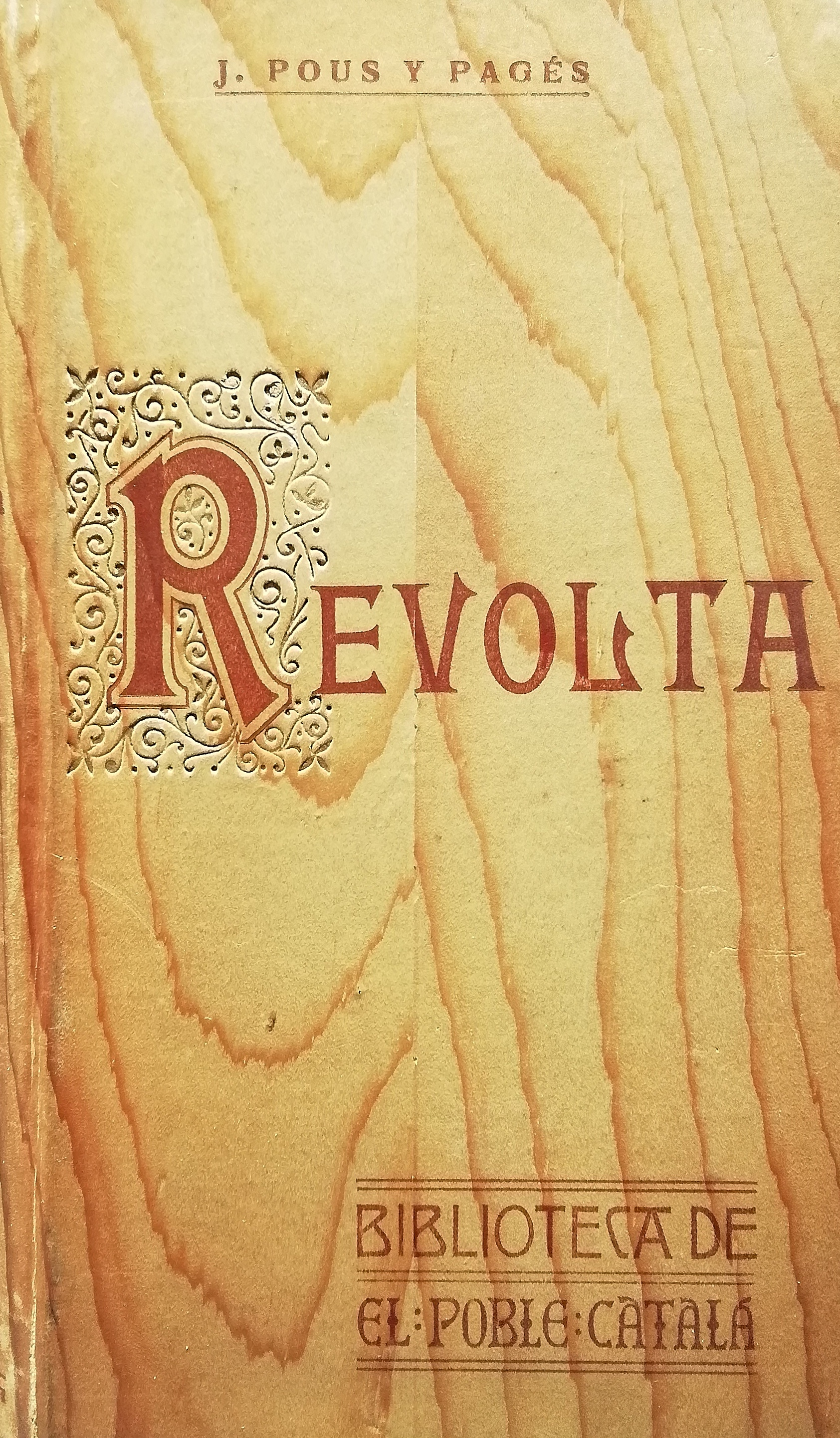
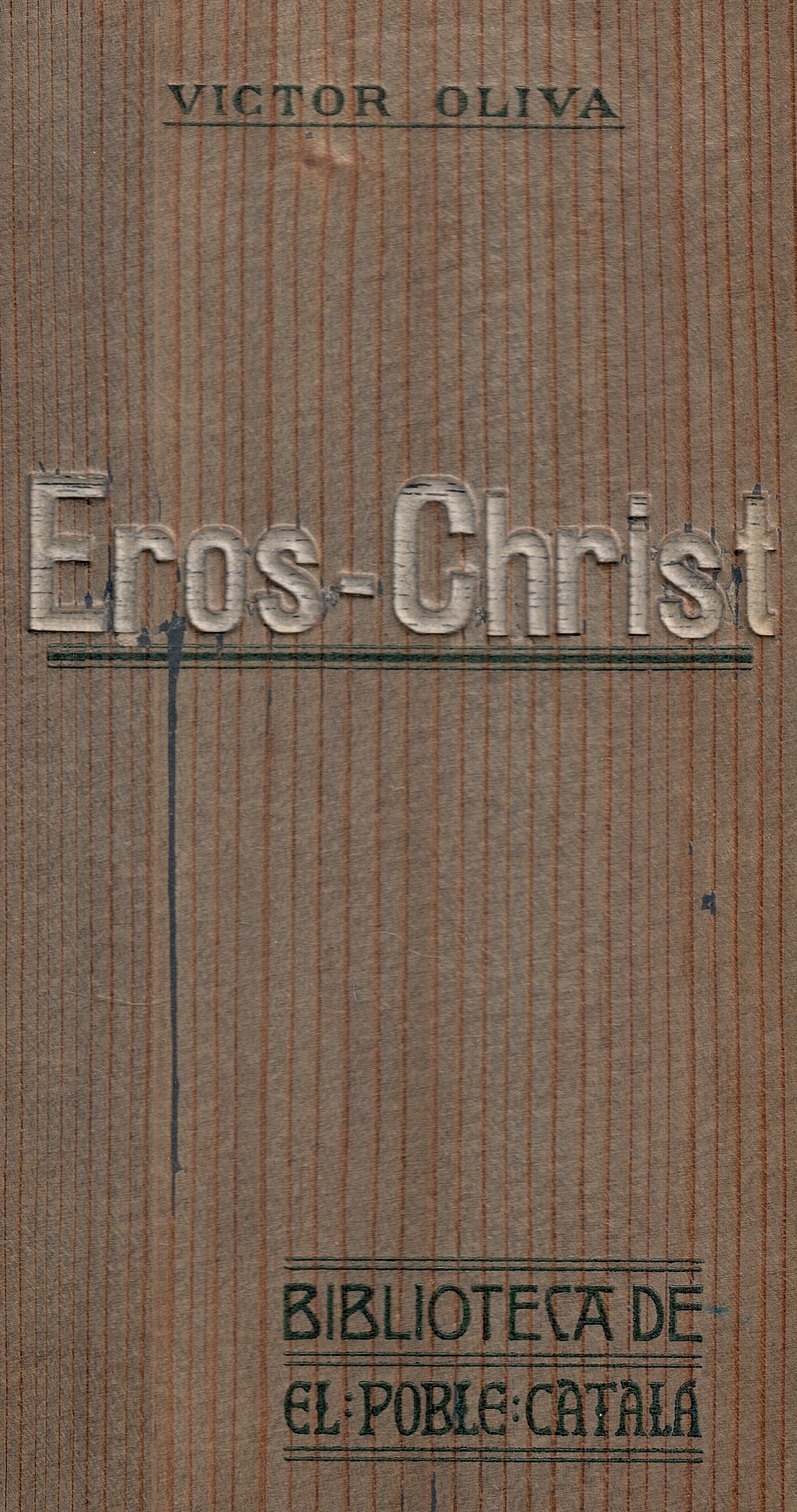
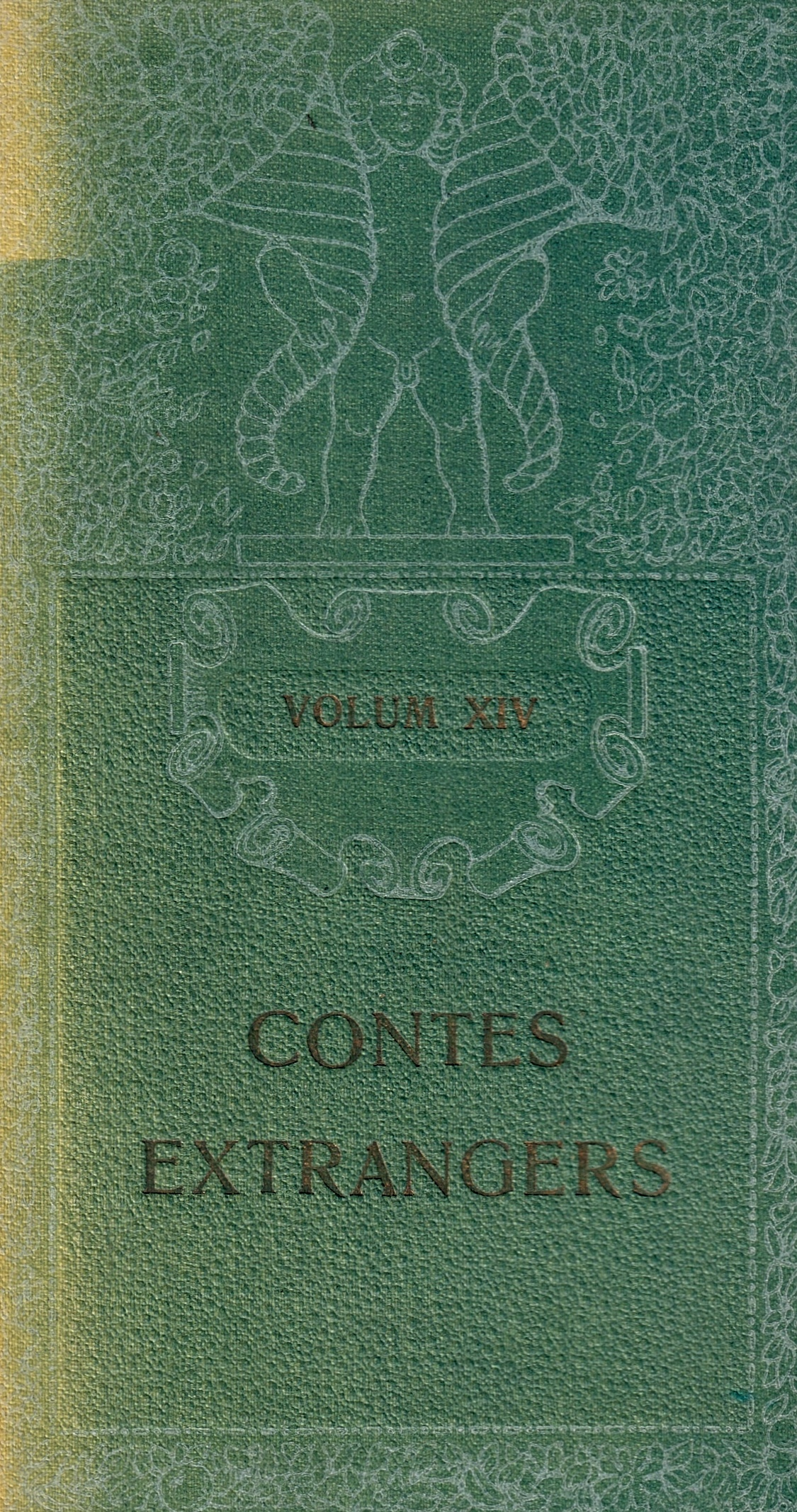
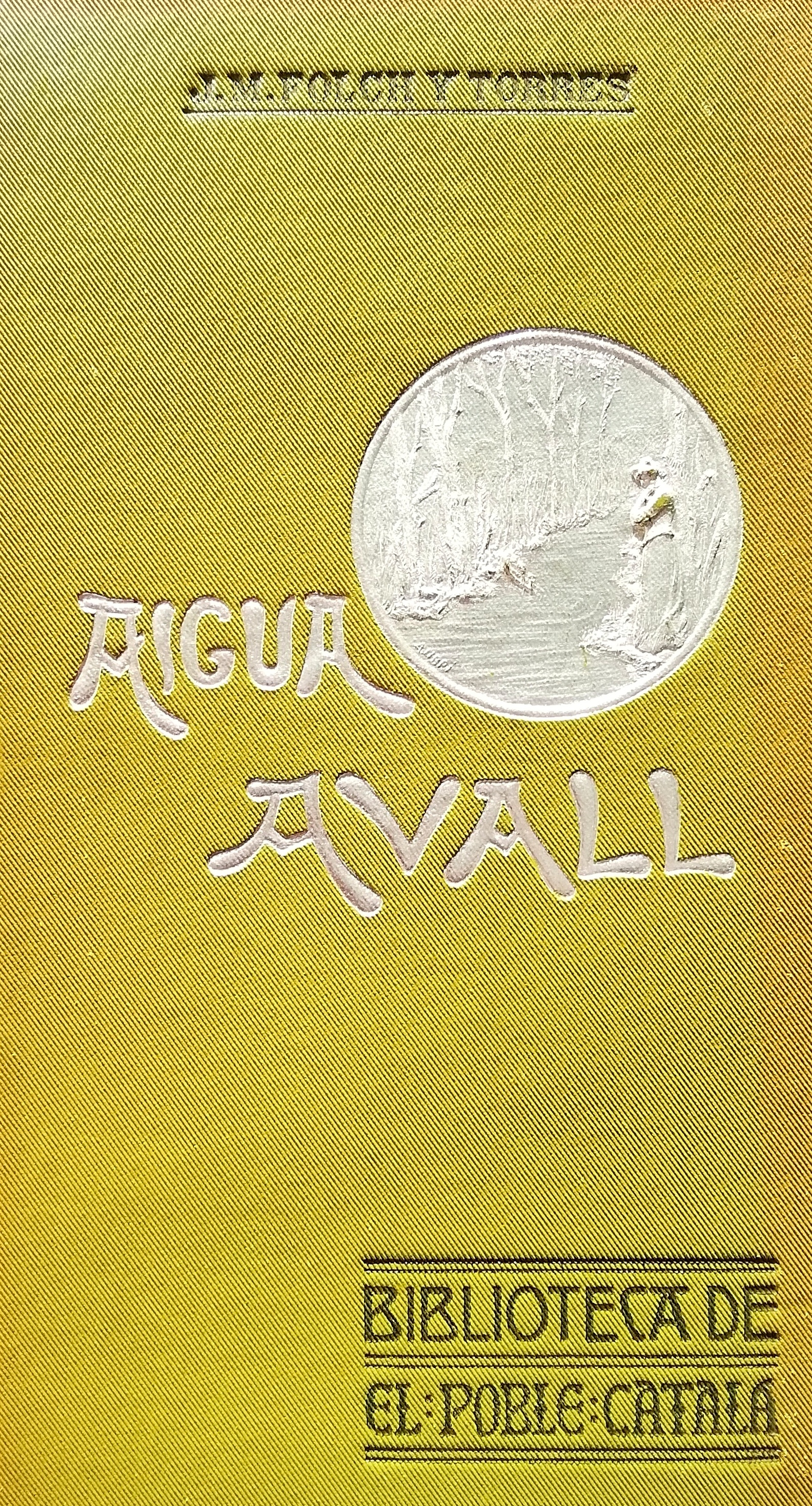